# Strafkolonie Sachalin
De strafkolonie Sachalin werd in 1869 operationeel en kende drie districten: Aleksandrovsk met omliggende dorpen aan de westkust was het grootst. Dit was ook de plaats waar de gestraften per schip vanuit Nikolajevsk arriveerden en deels werden doorgestuurd naar het district Tymovsk in een vallei midden op het eiland, en naar Korsakov aan de zuidkust.

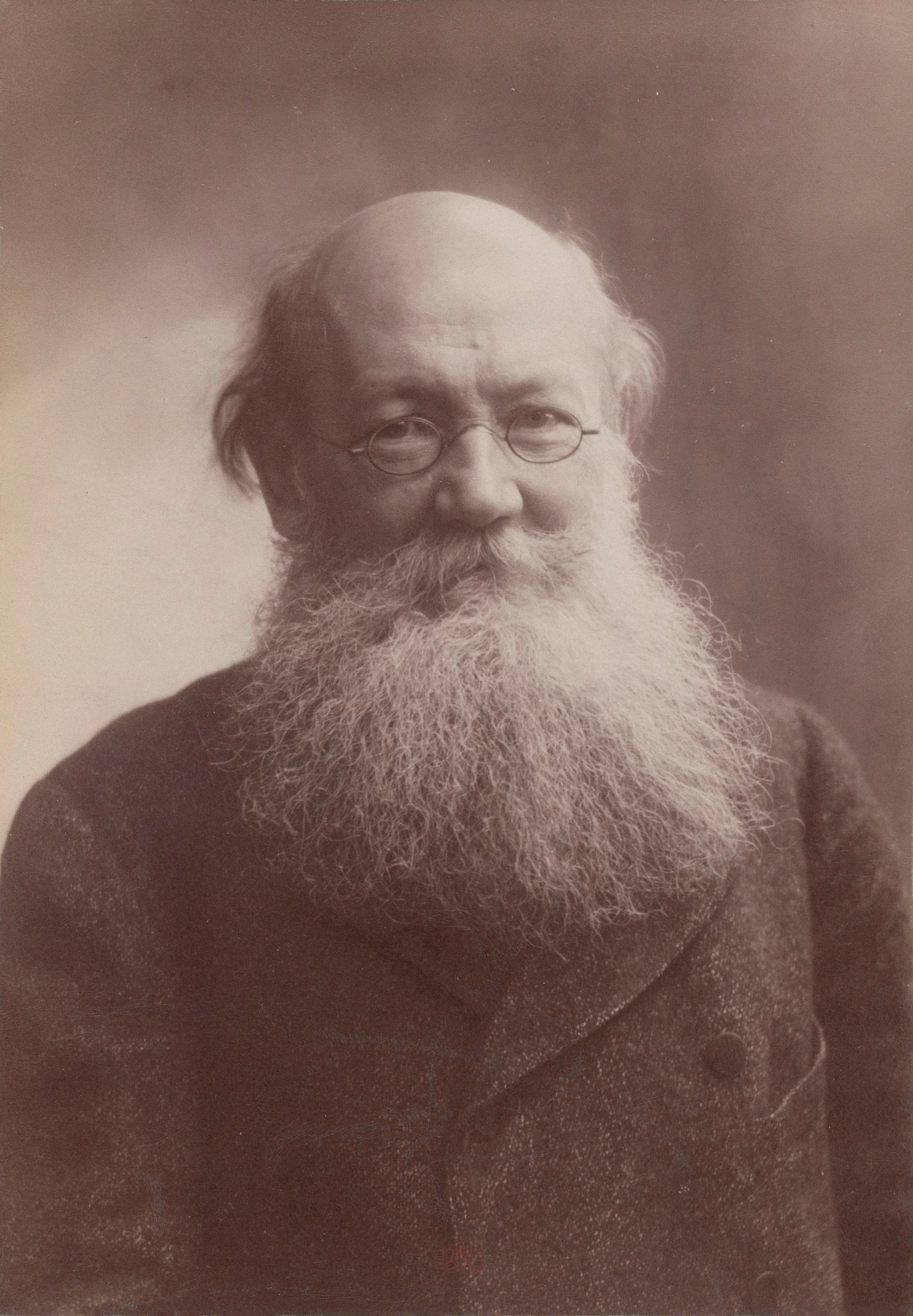
Pjotr Kropotkin circa 1900

Pjotr Kropotkin kreeg tijdens zijn periode als persoonlijk assistent van de gouverneur van Transbaikal in 1862 opdracht om de staat van het gevangenissysteem in Siberië te onderzoeken; hij beschreef zijn ervaringen in 1886 in zijn boek In Russische en Franse Gevangenissen. Hoewel hij ook over Sachalin schrijft is het niet zeker of hij daar zelf is geweest.

Anton Tsjechov, schrijver en arts, bezocht de strafkolonie in 1890 en schreef er een boek over. Hij kreeg van de gouverneur-generaal die hij in het begin van zijn bezoek sprak, toestemming alles en iedereen te bezoeken; vrije toegang tot alle gevangenissen en strafkolonies, behalve contact met politieke gevangenen. Volgens de gouverneur-generaal was de laatste vijf jaar veel ten goede veranderd, wat volgens Tsjechov niet klopte met de honger, prostitutie en lijfstraffen die hij waarnam. Wel hadden de gevangenen een relatieve vrijheid, hij schreef:
"Dwangarbeiders en kolonisten, weinigen uitgezonderd, liepen vrij over straat, zonder boeien zonder geleide; in groepen of alleen. Je ziet ze op de erven en in de huizen want ze zijn koetsier, waker, kok, keukenmeid of kindermeid. Je loopt ergens langs een huis in aanbouw en daar zijn dwangarbeiders met bijlen, zagen en hamers bezig. Of je gaat naar een bekende en een dwangarbeider doet open, het mes in de hand want hij zat in de keuken aardappels te schillen".

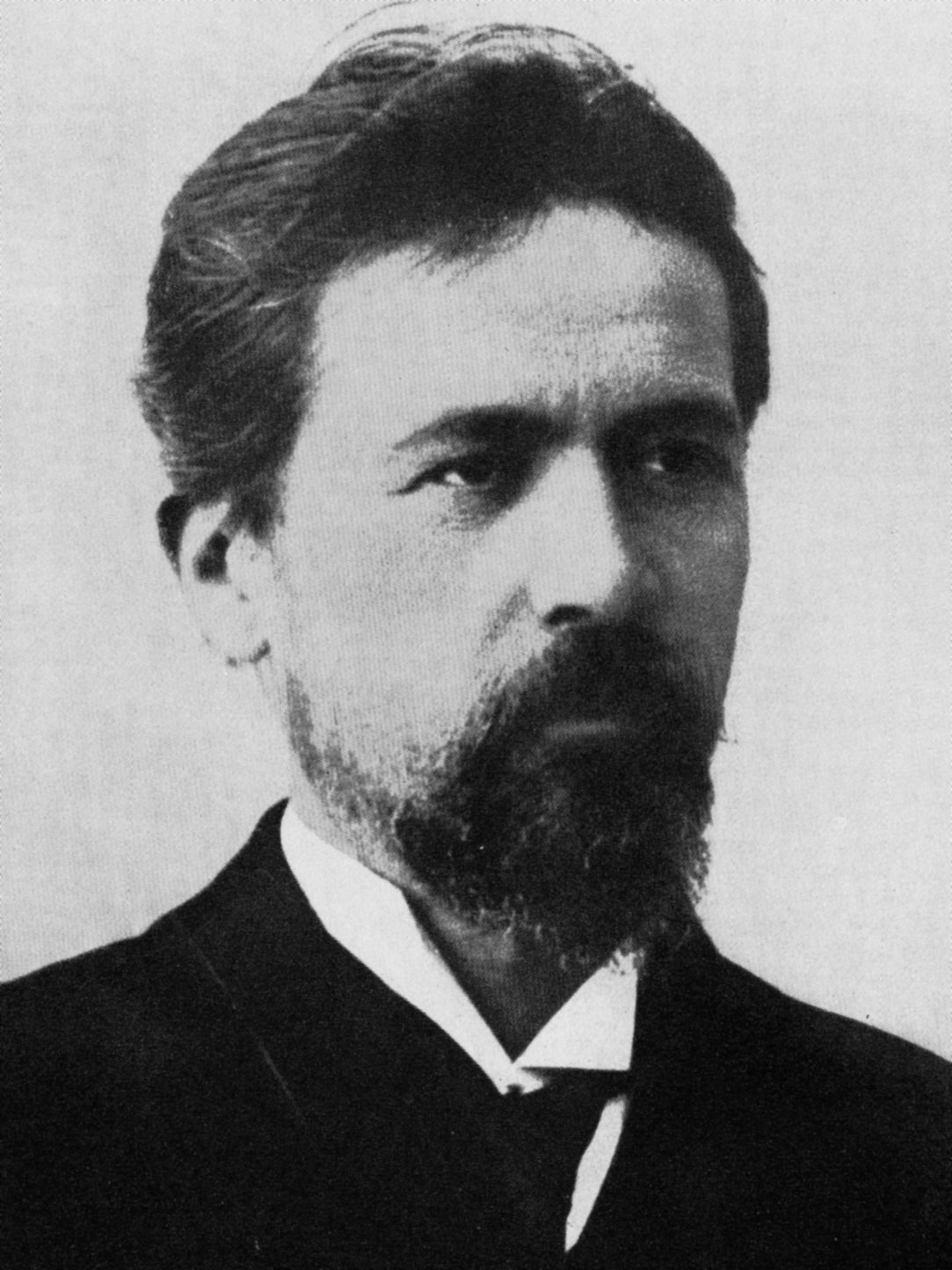
Anton Tsjechov, 1889

Tsjechov deed er gedurende drie maanden een bevolkingsonderzoek, van begin juli tot begin september in Noord-Sachalin en daarna nog een maand in het zuiden. Tsjechov relativeerde zijn onderzoek, punctueel of volledig zijn in 3 maanden is niet mogelijk. Zijn bijzondere interesse had de vraag hoevelen het hebben gered van degenen die 20 tot 25 jaar geleden hier aankwamen. Dat was een belangrijke factor voor de mogelijkheid tot kolonisatie van Sachalin.
Gehuwde gestraften die hun partner achterlieten en weduwnaren leefden hier eerst als vrijgezel; na verloop van tijd werd vaak weer een gezin gesticht. Ongehuwd samenleven kwam op Sachalin zeer veel voor en hieruit werden ook kinderen geboren; het stuitte niet op bezwaren van burgerlijke of kerkelijke autoriteiten. 
De inrichting van een izba waarin een deel van de gevangenen en de kolonisten woonden, is zeer eenvoudig; waar vrouwen en kinderen inwoonden iets beter, doch ook daar ontbraken een opa en oma, iconen, oude meubels, alles wat met traditie en verleden te maken heeft.
Met deportatie naar Sachalin werd behalve wraak, afschrikking en correctie ook kolonisatie beoogd. De straf werd daaraan enigszins aangepast. Langdurig verblijf in een gemeenschappelijke cel maakt van een gevangene geen actief, nuttig lid van de kolonie maar iemand die tot last is. Het Reglement inzake Gedeporteerden kwam hieraan tegemoet. Tien maanden telden voor een jaar, elk jaar dwangarbeid in de steenkoolmijnen telde voor 1,5. Daartoe gebruikte men tabellen voor de berekening van straftermijnen. In de slotperiode van hun detentie mochten ze buiten de gevangenis wonen, een huis bouwen, trouwen en geld bezitten. Alle tot dwangarbeid veroordeelde vrouwen woonden buiten de gevangenis, in een eigen huis of inwonend. Dit gold ook voor veel mannen, als ze hun gezin bij zich hadden of als het goede vaklieden betrof.

## Voorgeschiedenis
De eerste Russische post werd in 1853 aan de zuidkust gesticht. Bij Doeè aan de westkust begon men in 1858 met de delving van steenkool. In de eerste tien jaar werd 30.000 ton gedolven. De kwaliteit was niet zo goed en kon in de Chinese havens niet concurreren met goede Engelse steenkool. Voor eigen gebruik van de Russisch-Siberische vloot zou 5000 ton per jaar genoeg zijn waarvoor 120 mijnwerkers nodig zijn. In 1868 was er een vrijwillige poging op Zuid-Sachalin een landbouwkolonie te beginnen door een 25-tal Oekraïense gezinnen; door slechte organisatie en niet-nagekomen beloften van ondersteuning door de staat werd het een mislukking. 

De strafkolonie Korsakov aan de zuidkust werd in 1869 gevestigd. De eerste groep van 250 leed na de lange reis vanuit Rusland in zijn geheel aan scheurbuik, gemiddeld kwam een gevangene 3x per jaar in de ziekenboeg terecht en de sterfte in het eerste jaar was 12%. Kropotkin merkt cynisch op dat deze mensen de basis moesten vormen voor een nieuwe kolonie. Het was de wens van de Russische overheid dat zich Russische bevolking op Sachalin zou vestigen. Dit zou naast de enkele militaire posten die er al waren, de Russische claim op het eiland ten opzichte van Japan vergroten. De gouverneur-generaal van Siberië zag graag dat een deel van de dwangarbeiders verderop werd gestuurd, in plaats dat allen naar Siberië kwamen. Hierdoor kwam de kolonisatie van Sachalin met dwangarbeiders op gang, al zeiden deskundigen dat de kolenmijnen bij Doeè weinig voorstelden, daar konden nooit duizenden mensen worden ingezet.
Een onderzoek door de zoöloog Poljakov in 1881 langs de Tym deed hem concluderen dat slechts kleine delen van die vallei geschikt waren voor land- en tuinbouw. In het algemeen was het er te koud, mistig en bewolkt en de bodem ongeschikt. De geschikte gedeelten waren in die tijd al in cultuur gebracht en er was weinig kans dat nieuwe groepen dwangarbeiders na hun termijn kolonist konden worden. Hij waarschuwde tegen het stichten van nieuwe nederzettingen langs de Tym als daar nog geschikte grond zou worden gevonden; er moest gelet worden op de moeilijkheden die andere dorpen al hebben om voedsel te verbouwen. Ook de Italiaan Dr. Petri (onderzoek in 1883) was van mening dat kolonisatie een door de autoriteiten verspreide leugen was. Die beweerden dat er al 1080 hectare was gecultiveerd, het was slechts 550 hectare wat in gebruik was bij 700 gezinnen, nog geen hectare per gezin. Door de overheid was 8 hectare per gezin beloofd. Hij achtte het eiland vrij ongeschikt voor landbouw, een beperkt aantal kolonisten kon mogelijk veeteelt bedrijven en als bijvoer gerst inzaaien, het enige graan dat in een koud klimaat wil rijpen.
In de Russische pers waren in 1879 en 1880 berichten over misstanden verschenen. De gevangenis in Aleksandrovsk was gebouwd voor 600 man maar in 1881 woonden er zo'n 1100 en in 1882 2230 gevangenen. Kropotkin veronderstelde dat er provisorische barakken waren bijgebouwd. Ook na vrijlating was de huisvesting een probleem door het gebrek aan landbouwgrond. De landbouwers die de gevangenissen zouden moeten voorzien, leden zelf gebrek.

## Bevolking

### Dwangarbeiders

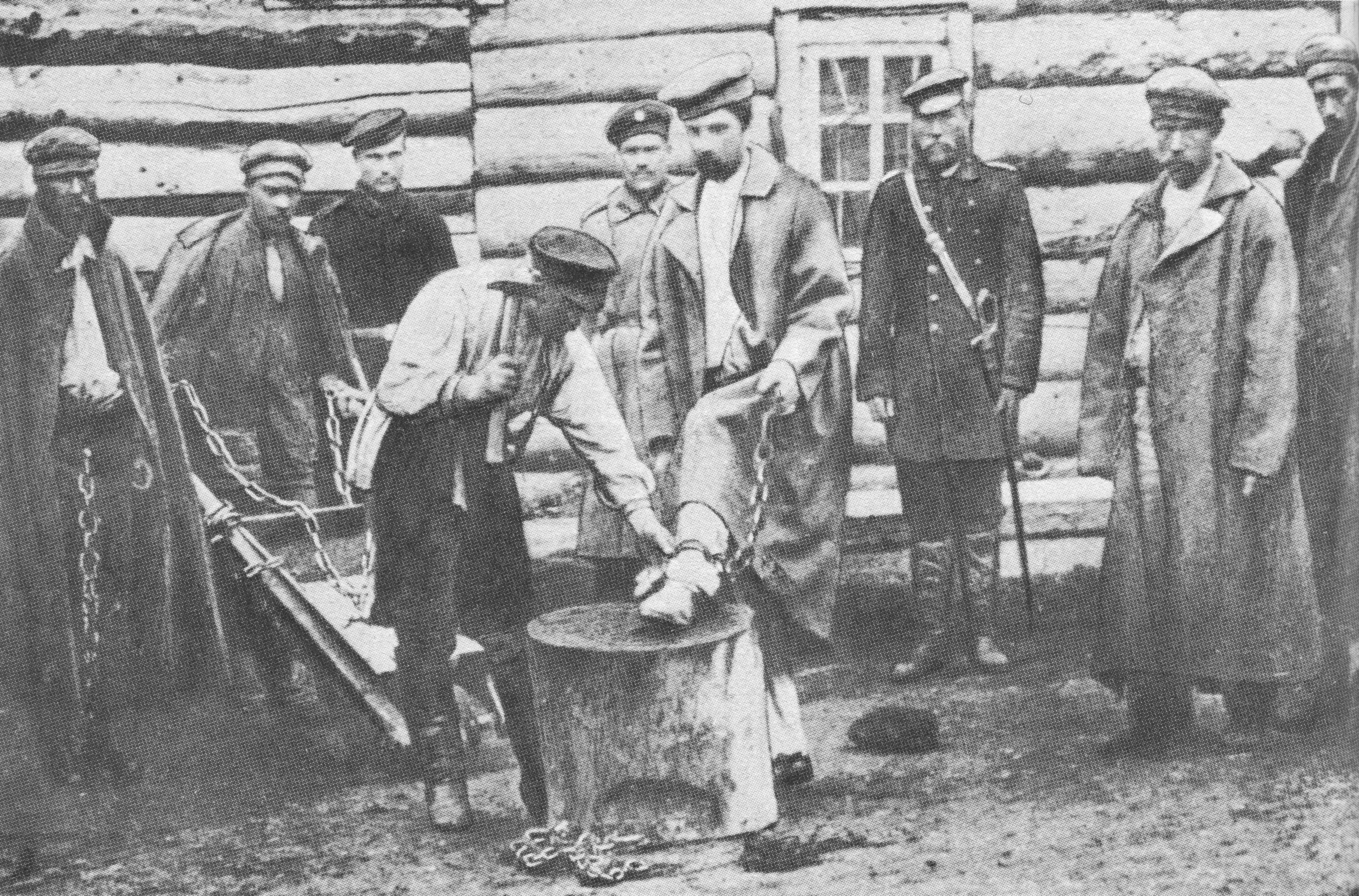
Geketende gevangenen op Sachalin, circa 1890

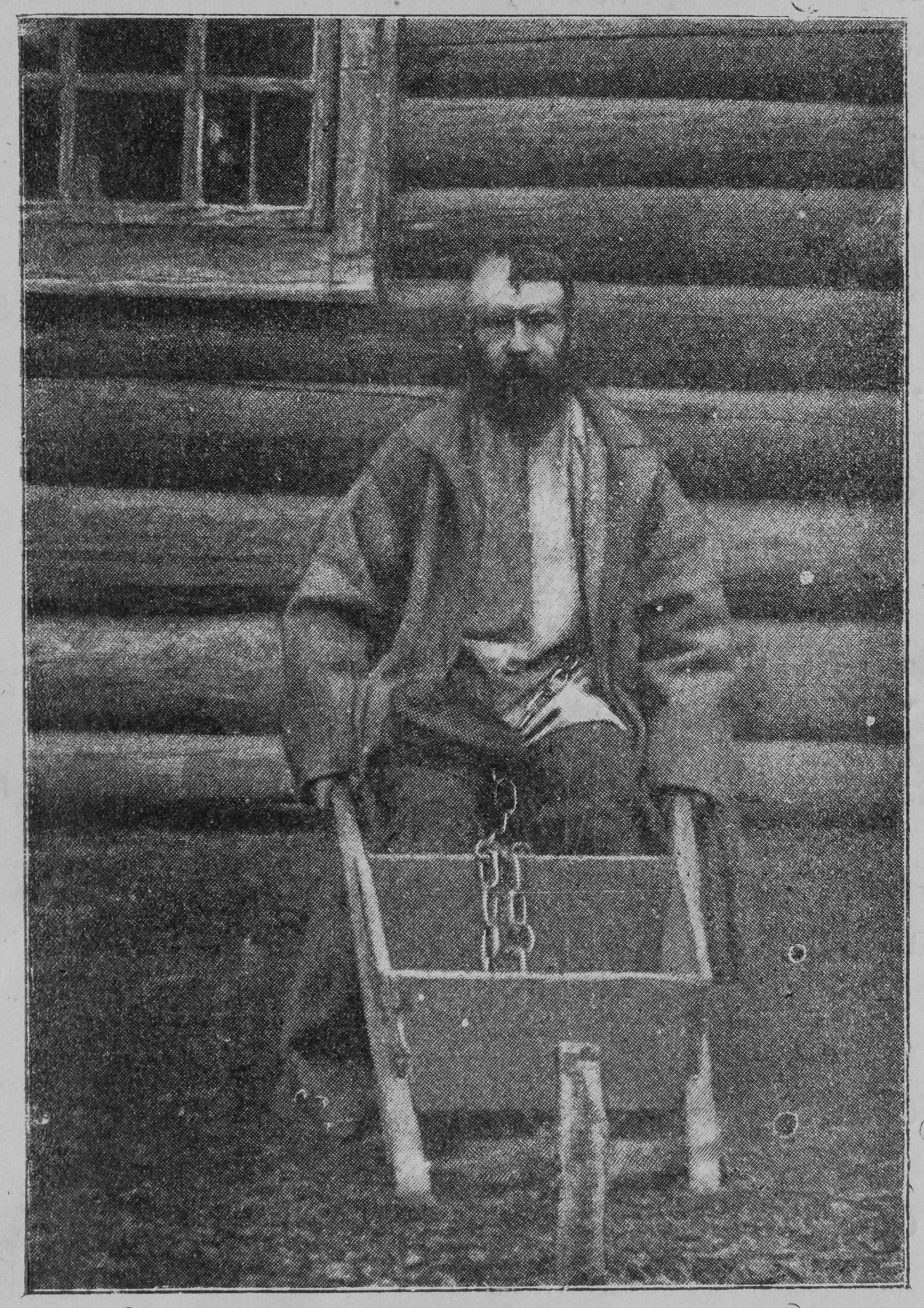
Geketend aan kruiwagen

Op 1 januari 1890 waren er op Sachalin 5905 dwangarbeiders (m/v). Van hen was 36% tot maximaal 8 jaar veroordeeld, 26% van 8 tot 12 jaar, van 12 tot 20 jaar 25% en >20 jaar 10%. In 1890 waren er 908 die in de kolonie woonden als vrouw, huisgenoot, arbeider, concubine, inwonende enzovoort, waarvan 424 woonden op een eigen stuk grond. Daarmee woonden er 1332 of 23% buiten de gevangenis. Degenen die in izba's woonden moesten net zo goed als de gevangenen, op tijd op het werk verschijnen. In Korsakov woonden echter allen in de gevangenis volgens de wens van de plaatselijk bestuurder.

De werkzaamheden van dwangarbeiders waren van zeer uiteenlopende aard en verdeeld over alle bevolkte gebieden van het eiland. Veel voorkomende werkzaamheden: het rooien van bomen, stammen verslepen naar de plek waar ze nodig zijn, gebouwen en huizen bouwen, moerassen droogleggen, visvangst, landbouwwerk, steenkoolwinning, laden en lossen van schepen en wegen aanleggen.

### Kolonisten
Als de dwangarbeider zijn termijn achter de rug had, werd hij vrijgesteld van werk en werd kolonist, doorgaans een kleine boer. Hij kocht of bouwde een huis, soms al voordat hij vrijkwam, op een plek naar keuze als hij dat kon betalen. De meesten vestigden zich op een stukje grond dat het bestuur aanwees. Zijn daar al veel mensen en is er geen geschikte grond meer, dan werd hij als compagnon bij een al bestaand bedrijfje geplaatst of naar een nieuw te stichten nederzetting gestuurd. Het zoeken van geschikte vestigingsplaatsen gebeurde volgens Tsjechov niet erg deskundig of gestructureerd terwijl er wel veel behoefte aan is. De bestaande nederzettingen werden erg vol.

Kolonisten hadden het zeker in het begin zwaarder dan dwangarbeiders. Op een nieuwe plaats, meestal drassig en bebost, moest met eenvoudig gereedschap een izba gebouwd en de grond geschikt worden gemaakt voor landbouw. Bijna de helft van de grondeigenaren op Sachalin had nog geen eigen huis, door de moeilijkheden waarmee een kolonist in het begin te kampen kreeg. Volgens de landbouwinspecteur had in 1889 in Tymovsk 50% van de kolonisten geen huis en in Korsakov 42%. In het district Aleksandrovsk waar het opzetten van een bedrijf minder moeilijkheden opleverde en kolonisten een huis vaker kochten dan bouwden, was dat slechts 20%.
Dwangarbeiders verdienden met hun werk 1/10 deel van de opbrengst van ieder werk; de helft mocht hij besteden, de helft werd bij vrijlating uitgekeerd. Een deel van de materialen voor een woning, en het gereedschap dat een kolonist nodig heeft kon hij op voorschot krijgen, wat in vijf jaar moest worden terugbetaald. Van de 3552 door Tsjechov geregistreerde eigenaren waren er 638 compagnon, alleen in Korsakov komt dit niet voor. De meeste kolonisten ontvingen de eerste twee, soms drie jaar nog de kleding en rantsoenen die een gevangene ook krijgt. Hierbij speelden overwegingen van humanitaire en praktische aard omdat men niet tegelijk een huis kon bouwen, grond ontginnen en gewas verbouwen.
 Naast dwangarbeiders die na verloop van tijd kolonist werden, bevonden zich op Sachalin ook vrije kolonisten die zich vanuit Rusland daar vestigden. Dit waren er echter zeer weinig omdat het geen aantrekkelijke vestigingsplaats was.

### Boerenstatus
Na tien jaar kreeg de kolonist de boerenstatus. Hieraan waren meer rechten verbonden, bijvoorbeeld om Sachalin te verlaten en zich elders in Siberië te vestigen. Hij had echter niet het recht naar zijn geboortegrond terug te keren. Bij goed gedrag kon de termijn van tien jaar tot zes worden bekort, dit werd daadwerkelijk op grote schaal toegepast. De grote meerderheid wenste gebruik maken van het recht om te vertrekken maar vaak ontbraken de middelen. Op het vasteland moet geld uitgegeven en moeite gedaan worden om te worden toegelaten tot een gemeenschap, een huis te bouwen, land kopen, of zich inkopen in een bestaand bedrijf. Boeren die nog niet naar het vasteland zijn vertrokken woonden in een bestuurspost of nederzetting onder dezelfde omstandigheden als kolonisten en dwangarbeiders met een huis. De dorpen vormden nog geen gemeenschap, er zijn geen volwassenen die op Sachalin zijn geboren voor wie het een vaderland zou kunnen zijn. De bevolking wisselde ieder jaar, een dorp was een toevallig samenraapsel van gevangenen die buiten de gevangenis woonden, kolonisten en van boeren die nog niet waren vertrokken.

### Vrouwen
Er waren in 1890 in de strafkolonie gemiddeld 53 vrouwen op 100 mannen. Deze verhouding gold alleen voor de bevolking die in izba's woonde. Daarnaast waren er de mannen die in de gevangenis overnachtten en de ongehuwde soldaten. Als we dezen erbij rekenen is de verhouding ongeveer 25 op 100. Dankzij een redelijke verbinding tussen Europees Rusland en Sachalin was het voor vrouwen en kinderen mogelijk hun mannen en vaders in de verbanning te volgen. Er waren veel vrije vrouwen in de kolonie. Ongeveer 40% van alle vrouwen waren vrije vrouwen, die vrijwillig hun man zijn gevolgd in ballingschap. Op 1 januari 1890 bedroeg het aantal dwangarbeidsters 11,5% van het totaal aantal dwangarbeiders. Rond 1870/75 gingen ze onmiddellijk na aankomst het bordeel in, in 1890 werden de vrouwen vanuit Aleksandrovs over de districten verdeeld. De boeren, kolonisten en beambten daar kregen de eerste gelegenheid een huisvrouw, huishoudster of concubine uit te zoeken. De vrouwen die overbleven gingen als tweede keus naar Tymovsk en de laatsten gingen naar Korsakov. Zo ontstond een ongelijke verdeling waarbij niet werd gedacht aan wat voor de landbouwkolonie het best is. In het voor landbouw meest ongeschikte district Aleksandrovs zijn er 69 vrouwen op 100 mannen; in Tymovsk 47 en in Korsakov, het beste district, slechts 36. In Aleksandrovsk waar ze vrij weinig te doen hadden komt het erop neer dat de meeste dwangarbeidsters concubine werden. Bij vergrijpen werden lijfstraffen evenzeer op vrouwen toegepast als op mannen.
Een dwangarbeidster kreeg het arrestantenrantsoen dat ze samen met haar huisgenoot opeet, soms is dit de enige voedselbron in het gezin. Als ze samenleefde met een boer werd ze beschouwd als arbeidskracht en moest deze daarvoor aan de staat betalen in geld of door werk te verrichten. Als ze haar termijn had uitgediend werd ze koloniste en kreeg na twee jaar geen voedselrantsoen en kleding meer. Dit was dus geen verbetering van haar lot. Een koloniste kon ook na 6 jaar, soms na 10 jaar, boerenrechten krijgen. Van 1879 tot en met 1889 brachten schepen 8430 veroordeelde mannen en vrouwen en 1146 meegekomen gezinsleden. Volgens het Reglement inzake Gedeporteerden kregen vrouwen en kinderen die vrijwillig hun man volgden, kleding, schoeisel en kostgeld gedurende de reis tot de plaats van bestemming. Kinderen vanaf 14 jaar gaan alleen mee als ze dat zelf willen. Vanaf hun 17e jaar mochten kinderen zonder toestemming van hun ouders weer naar hun geboortegrond terugkeren. De vrouwen mochten tijdens het transport niet van hun man worden gescheiden.
Als een vrije vrouw zonder geld is gekomen en de familie niets stuurt, werd er op Sachalin al snel honger geleden. Ze zou dan met haar kinderen moeten leven van het arrestantenrantsoen dat haar man krijgt. Een alleenwonende dwangarbeidster met rantsoen is eigenlijk beter af. Geld verdienen met het lichaam, dochters die thuis klanten ontvangen of als concubines aan rijke kolonisten of bewakers werden gegeven waren een noodzaak om te overleven. Dit was des te makkelijker omdat een vrije vrouw haar tijd in ledigheid doorbracht, in de bestuursposten is niets te doen en de bedrijfjes in vooral de noordelijke districten boden geen werk.

### Overige bevolking
De militaire bewaking bestond in 1890 uit 1548 soldaten. Voorts waren er ongeveer 450 bewakers. Volgens het 'Reglement' zijn er drie bewakers per 40 dwangarbeiders, dus 1 op 13. In de drie districtsposten waar ambtenaren en officieren met hun gezinnen woonden kwamen verstrooiingen als amateurvoorstellingen, picknicks en soirees voor. De hogere ambtenaren woonden in ruime, goed verwarmde staatswoningen, ze hadden koks en sommigen hielden paarden. Tsjechov vermeldde de vergoedingsregeling voor de hoogstgeplaatsten, en de royale verlofregeling voor alle ambtenaren. Hun kinderen gingen op staatskosten naar school. Toch is zijn slotsom dat de ambtenaren hier ontevreden zijn met hun bestaan.
De oorspronkelijke bevolking telde volgens Kropotkin rond 1860 ongeveer 5000 personen. In het noordelijk deel woonden ongeveer 2000 Nivchen of Giljaken die voornamelijk jacht en visvangst beoefenden. In het zuiden woonden circa 2500 Aino. Verder waren er ongeveer 500 Oroken, een Toengoezische stam die nomadisch leefde. Hun aantallen waren rond 1890 afgenomen. Deze volken woonden in houten huizen of in joerten en hadden contacten met de gevangenen en kolonisten door (ruil)handel; incidenteel vonden onderlinge huwelijken plaats. Ze brachten ook gevluchte gevangenen op, waarvoor ze een vergoeding kregen.

## Leeftijd en burgerlijke staat
Tsjechov stelde een leeftijdstabel op van 8217 door hem ondervraagde personen. 
In 1890 nam de leeftijdsgroep van 25 tot 35 jaar met 24,3% en van 35 tot 45 jaar met 24,1% de eerste plaats in. Kinderen van 0 tot 15 jaar vormden 24,9% van de bevolking. Zodra Sachalinse kinderen adolescent of volwassen werden gingen velen naar het vasteland. De leeftijdsgroep die de basis van een groeiende kolonie vormt, de 15 tot 20-jarigen was met 185 personen of 2% zeer ondervertegenwoordigd. Daarvan waren er maar 27 op Sachalin geboren. Vrijwel alle 27 waren kinderen van welgestelde boeren die hun straftijd hadden uitgediend maar nog op het eiland bleven om hun kapitaal te laten groeien, de meesten hadden vertrekplannen. In deze categorie was de uitstroom groot, Sachalin kon beter geen "kolonie" maar een "tijdelijke vestigingsplaats" worden genoemd. In de groepen t/m 25 jaar waren er vrijwel evenveel mannen als vrouwen. Bij de groep van 25 tot 35 waren er ruim 2x zoveel mannen als vrouwen, daarboven was de verhouding nog schever.
Er waren 860 wettig gehuwden en 782 samenwonenden (vrije huwelijken). Het grote aantal samenwonenden wordt deels verklaard door het feit dat gehuwde dwangarbeiders een partner hebben achtergelaten die niet toestemde in een scheiding of de formaliteiten daartoe niet voor elkaar konden krijgen. Dat ballingen geen wettig huwelijk aangingen ligt ook aan gebreken in de officiële registers waardoor veel tijdrovende en geldkostende formaliteiten moesten worden vervuld. (Zijn beiden ongehuwd of gescheiden, wat is hun religie e.d.)
Bruiloften waren meestal sober en saai. In Aleksandrovsk, waar een drukkerij stond, was het bij ballingen de gewoonte vóór het huwelijk gedrukte uitnodigingen rond te sturen. De dwangarbeiders die in de zetterij werkten waren blij dat ze iets anders konden drukken dan decreten en hun trouwkaarten verschilden nauwelijks van die in Moskou. Ieder bruidspaar kreeg van staatswege een fles drank.
Van 1880 t/m 1889 werden er in de kolonie 2275 kinderen geboren, in 1889 alleen waren het er 352. Dat aantal was in Rusland normaal op een bevolking van ongeveer 7000. In de kolonie woonden in 1889 ongeveer 7500 mensen. Omdat daarbij het aantal vrouwen op Sachalin beduidend lager was, was de vruchtbaarheid er aanzienlijk groter dan in Rusland. Van de 2122 kinderen t/m 15 jaar waren er 644 met hun ouders uit Rusland gekomen, 1473 zijn op of onderweg naar Sachalin geboren. Sachalinse kinderen zijn volgens Tsjechov bleek, mager en lusteloos, gaan in lompen gekleed en hebben altijd honger. Ze praten over zwervers, de gesel, de zweep, ze weten wat een beul is en wat boeien zijn, wat samenwonen is. Kinderen van de armste kolonisten en dwangarbeiders ontvingen van de staat een voedseltoelage. Het recht hierop hing af van het persoonlijk oordeel van ambtenaren die het begrip 'armste' elk op een eigen manier uitlegden. Het geld werd door de ouders naar eigen goeddunken besteed.

## Landbouw
Voor de gouverneur-generaal van Oost-Siberië, de gouverneur van het eiland en plaatselijke districtshoofden leed het rond 1890 geen twijfel meer dat de pogingen om ballingen te gebruiken voor landbouw mislukt waren. Als men bleef volhouden dat dit tot elke prijs een landbouwkolonie moest worden zou geld van de overheid worden verspild en de mensen nodeloos worden gekweld. Het is niet duidelijk hoeveel land een kolonist gemiddeld bezat. Volgens de landbouwinspecteur was het gemiddeld 3/4 hectare. De grond was echter zeer ongelijk verdeeld; wie met geld uit Rusland was gekomen of hier door uitbuiting of geluk veel heeft verdiend, bezat 3 tot 5,5 of soms 8,5 hectare akkerland. Velen hadden niet meer dan een moestuin.
In de twee noordelijke districten is nog nooit de hoeveelheid warmte waargenomen die nodig is voor het volledig rijpen van tarwe en haver, slechts in twee jaar was het genoeg om gerst, dat noordelijker kan groeien, te doen rijpen. In het begin van de zomer is het vaak koud, tijdens de aarvorming en het rijpen valt er veel regen omdat Sachalin een deel meekrijgt van de natte moesson. De akkers leverden geen gerijpte korrels op of het rotte weg op het land, of het ontkiemde terwijl het in schoven stond. De oogst van graangewassen bedroeg ruwweg drie keer de hoeveelheid zaaigoed. Om bij deze schrale oogsten geen honger te lijden met zijn gezin moest de boer ten minste 4 - 4,5 hectare grond hebben wat bij verdere toename van het aantal kolonisten niet haalbaar was.
De tuinbouw leverde met aardappels, kool en wortels vrij goede resultaten op. Jacht en visserij zijn bijkomstigheden die voor sommigen wat extra's opleverden maar de meeste ballingen misten de benodigde vaardigheden. Visvangst had de potentie op termijn een voedselbron te worden maar werd rond 1890 verkeerd toegepast. Gevist werd in de bovenlopen van rivieren en beken tijdens de zalmtrek. Deze zalm is gemakkelijk te vangen maar bijna dood en nauwelijks geschikt voor consumptie. Vangst zou aan de riviermondingen moeten gebeuren als de vis gezond en sterk uit zee komt. Langs de zuidkusten visten de Japanners voorheen tijdens de haringtrek, na de bezetting van Zuid-Sachalin door de Russen raakte dit in verval.

## Voeding en onderwijs
Een balling kreeg zolang hij een staatstoelage ontving, dagelijks 1,2 kilogram brood, 170 gram vlees, 60 gram griesmeel en nog een kleine hoeveelheid andere levensmiddelen. Tsjechov deed na klachten van gevangenen nader onderzoek naar de verstrekte voeding en schreef er in detail over. Het brood omschreef hij als walgelijk, een kleffe massa die vaak minder meel bevat dan zou moeten doordat het op bedrieglijke wijze zwaarder werd gemaakt. Vlees en vis werd alleen gezouten gebruikt, het werd verstrekt door de soep, een onsmakelijk ruikende brij. De hoeveelheid vlees die ieder daarmee kreeg was afhankelijk van toeval bij het opscheppen. Het slechtst is de soep met in de bovenloop van riviertjes gevangen zalm. Het plaatselijk bestuur tot en met de gouverneur van het eiland waren van deze feiten op de hoogte. Plaatselijke artsen achtten het voedsel dat de arrestanten kregen onvoldoende, ook wat de hoeveelheden betreft. Van degenen die staatsrantsoenen ontvingen eet slechts 25 - 40% uit de gevangeniskeuken, de overigen kregen het rantsoen in de hand en bereidden hun maaltijd thuis of op de werkplek als deze ver van de gevangenis ligt.
Kolonisten kregen de eerste twee jaar na de vrijstelling van dwangarbeid staatsrantsoenen. De aardappel vormt het belangrijkste voedsel in de kolonie, daarbij koolraap. Zij die koeien hadden verkochten de melk liever dan deze zelf te gebruiken, doel is spaargeld verkrijgen om naar het vasteland te kunnen teruggaan. De arrestanten leken wel voldoende kleding en schoeisel te ontvangen.
Sachalin telde vijf scholen waar in 1899-1890 in totaal 144 jongens en 78 meisjes onderwijs genoten; er werd lesgegeven door ballingen die dit beroep op het vasteland niet hadden uitgeoefend. Ze kregen 10 roebel per maand; de scholen namen geen vrije mensen aan omdat die minstens 25 roebel per maand kostten. Het onderwijs werd kennelijk als een onbelangrijke bezigheid beschouwd, ballingen die als bewakers werkten of loopjongen waren voor ambtenaren verdienden rond 40 roebel per maand. Van de mannelijke bevolking kon 29% lezen en schrijven, van de vrouwelijke 9%. Deze 9% betrof uitsluitend de schoolgaande leeftijd, volwassen vrouwen waren analfabeet. Van de kinderen die uit Rusland waren gekomen kon 25% lezen en schrijven, van de op Sachalin geboren kinderen slechts 9%.

## Overtredingen en misdrijven
Het aantal recidivisten onder de dwangarbeiders, mensen die door de districtsrechtbank opnieuw zijn veroordeeld, meestal wegens een vluchtpoging, bedroeg op 1 januari 1890 8%. Van hen hebben 175 personen of 3% van het totaal, vanwege recidive al 20 tot 50 jaar dwangarbeid. De cijfers zijn echter onbetrouwbaar omdat wie werd gegrepen lang niet altijd werd berecht, vaak volgde een afrekening in de eigen gevangenis. In 1889 liep tegen 243 dwangarbeiders een gerechtelijk onderzoek of vooronderzoek, er was dus 1 beklaagde op 25 dwangarbeiders. Voor de kolonisten was dat aantal 69, dus 1 op 55; voor de boeren slechts 4, of 1 op 115. Dit is inclusief zaken die in de jaren daarvoor aanhangig waren gemaakt maar nog niet afgesloten. Onderzoek en berechting duurden jaren vooral bij processen wegens moord. Als men de vluchtpogingen niet meetelt, zou de helft van alle processen moord en doodslag betreffen. Het was een van de meest voorkomende misdaden omdat de helft van de ballingen al wegens dit misdrijf is veroordeeld; ze begingen een tweede moord hier met een ongewoon gemak.
Volgens Tsjechov vonden onderzoek, behandeling en veroordeling van verdachten nogal eens onzorgvuldig en onverschillig plaats. Ook had een ambtenaar het recht om zonder onderzoek en berechting iemand met geselslagen te straffen, in de gevangenis te zetten of de mijn in te sturen. De straffen die men dwangarbeiders en kolonisten oplegde achtte hij buitensporig streng, het Reglement inzake Gedeporteerden is hier in strijd met de geest van de tijd en de wetten voor gewone burgers. Geselslagen, zweepslagen, vastketenen aan een kruiwagen - straffen die de persoonlijkheid van de arrestant onteren, zijn lichaam pijnigen en folteren - waren schering en inslag. Op elk misdrijf, ernstig of niet, staat de gesel of de zweep, als afzonderlijke of aanvullende straf maken ze deel uit van ieder vonnis. In Aleksandrovsk werden in 1889 op last van het bestuur 282 dwangarbeiders en kolonisten gestraft, 265 met de gesel, 17 op een andere manier. De districten Tymovsk en Korsakov meldden veel lagere aantallen; mogelijk door achterwege gebleven registratie want het kwam in beide districten dagelijks voor. Zweepslagen werden uitsluitend na veroordeling door de districtsrechtbank gegeven, in 1889 67 keer. Uit het rapport van het hoofd van de medische afdeling blijkt dat in 1889 67 arrestanten medisch werden onderzocht 'om vast te stellen of ze in staat waren de lijfstraffen te verdragen waartoe ze door de rechtbank waren veroordeeld.'

## Vluchtelingen op Sachalin
Van enkele jaren zijn cijfers over ontsnappingen bekend. In een zestal jaren tussen 1877 en 1889 zijn er 1501 dwangarbeiders weggelopen. In mei t/m september én in december en januari waren het er meer dan 100 per maand. Blijkbaar is het gunstig om te vluchten bij warm weer, én wanneer de zee met ijs is bedekt zodat de Siberische kust bereikbaar is. De toename van de aantallen in zomer en winter werd ook veroorzaakt door de aankomst van de nieuwe konvooien in de herfst en de lente. Uit de gevangenis van Aleksandrovsk is in 1889 15,4% van de gemiddelde jaarbezetting weggelopen; 6,4% uit de gevangenissen van Doeè en Vojevodsk (waar de bewaking beter was) en 9% uit de gevangenissen in het district Tymovsk. Er vluchtten veel minder kolonisten dan dwangarbeiders, en ballingen met boerenrechten vluchtten bijna nooit. In het district Korsakov werden de minste vluchtpogingen ondernomen omdat hier de oogsten beter zijn, er meer kortgestraften zijn, het klimaat zachter is, het makkelijker is er de status van boer te krijgen. Van de 1501 gevluchten zijn er 1010 gegrepen of vrijwillig teruggekomen, 40 werden bij de achtervolging gedood of werden vermoord aangetroffen, 451 zijn als vermist opgegeven.

## Ziekten en doodsoorzaken

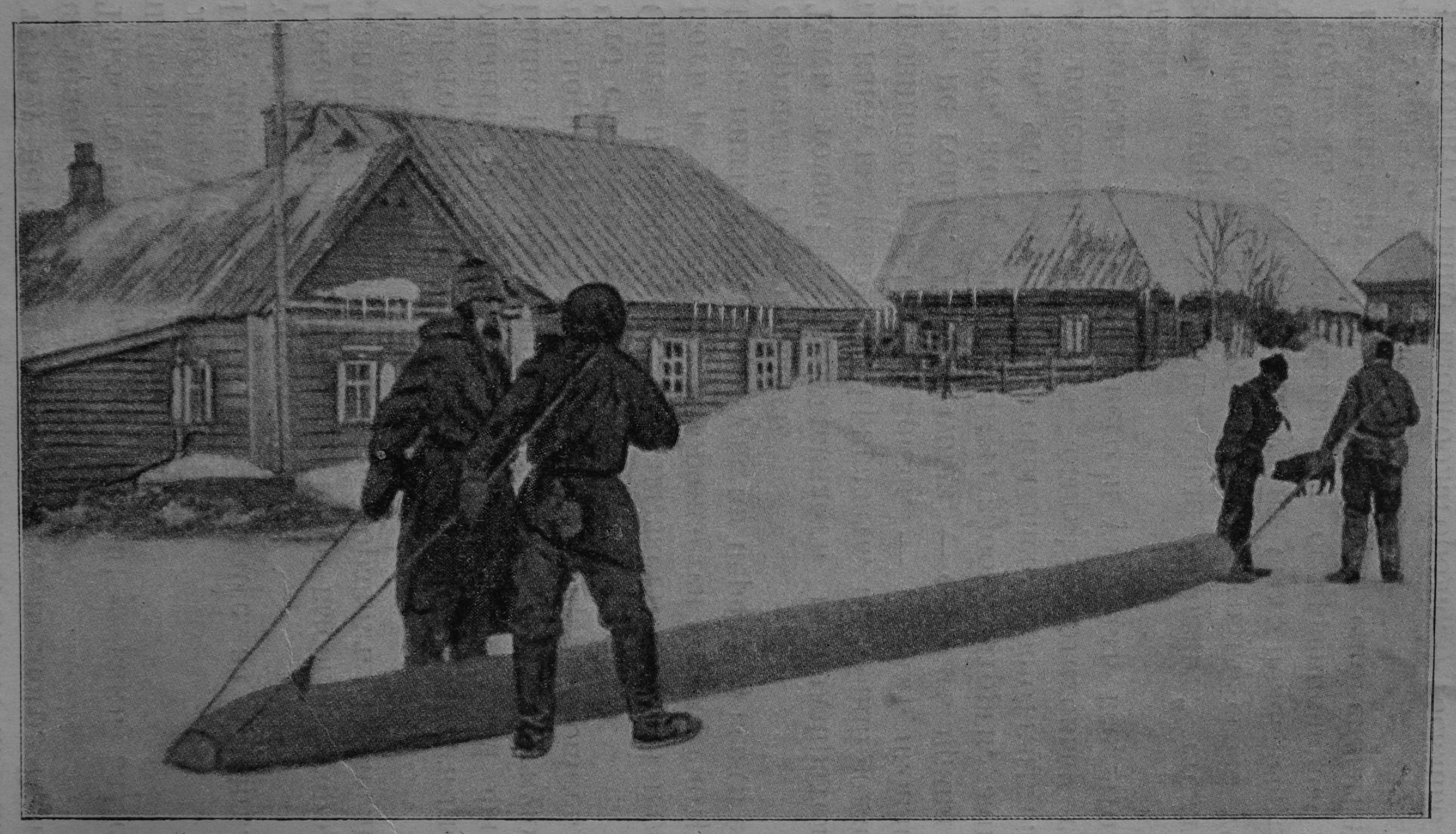
Boomstam slepen

In 1889 stonden er in alle drie districten samen 632 zieke dwangarbeiders geregistreerd, 10,6% van het totale aantal. De arbeidsgeschikte bevolking maakte evenmin een gezonde indruk. Ruim 11.000 personen hebben in 1889 medische hulp gevraagd (zowel dwangarbeiders en vrije mensen) op een bevolking van circa 10.000 mensen. Tuberculose veroorzaakte 15% van de sterfgevallen, overige ziekten van de luchtwegen 18%. Een arts van het lazaret schrijft in maart 1888:  "Ik was steeds ontzet over het grote aantal gevallen van acute longontsteking onder de dwangarbeiders. Het verslepen over 8 km van boomstammen met een doorsnee van 25 tot 35 cm en een lengte van 8 meter door drie man; vermoedelijk gewicht van de stammen 400 tot 580 kilo op een besneeuwde weg in warme kleding etc."  In 1889 werden er 1760 zieken met maag- en darmstoornissen geregistreerd, daaraan stierven in 10 jaar 338 personen waarvan 66% in de kinderleeftijd. Het vaakst trad dit op in juli en augustus misschien vanwege de paaitijd van de zalm waaraan de mensen zich overaten.
1217 mensen met verwondingen hebben in 1889 medische hulp gevraagd. Deze verwondingen werden opgelopen tijdens het werk, bij allerlei ongelukken, op de vlucht (schotwonden) of bij vechtpartijen. Als onnatuurlijke doodsoorzaken werden gemeld terechtstellingen door ophanging, zelfmoord, verdronken, doodgevroren, doodgedrukt onder een gevelde boom, één is verscheurd door een beer.
Elk district beschikte over een ziekenhuis. Daarnaast waren er zogenaamde verbandposten in izba's waar de minder ernstigen werden behandeld. Het ziekenhuis in Aleksandrovsk bestond uit enkele barakken met in totaal 180 bedden. De gebouwen zagen er in 1890 nieuw uit maar zowel de inrichting, de werkhouding van het personeel als de medische zorg en het eten waren slecht zoals Tsjechov kon ervaren omdat hij er een keer spreekuur hield. In het lazaret kwamen gemiddeld 11 ambulante patiënten per dag; het dagelijks gemiddeld aantal bedpatiënten bedroeg 138. Aan het lazaret waren verbonden: een hoofdarts, drie hulpartsen, een baker en nog 68 personeelsleden. 

Twee artikelen uit het Reglement inzake Gedeporteerden luidden:
"Arbeid die schadelijk is voor de gezondheid is verboden, zelfs als de arrestanten er vrijwillig voor kiezen" en

"Zwangere vrouwen zijn van arbeid vrijgesteld tijdens de gehele duur van de zwangerschap en gedurende 40 dagen na de bevalling. Na deze termijn dienen de werkzaamheden voor zogende vrouwen zodanig te worden verlicht dat zij moeder noch kind kunnen schaden. De periode waarin borstvoeding gegeven kan worden is op 1,5 jaar gesteld."

## De drie districten

### Aleksandrovsk
Aleksandrovsk telde 298 huishoudens met 1499 inwoners, 923 mannen en 576 vrouwen. Inclusief de vrije bevolking, militair commando en dwangarbeiders die in gevangenis overnachtten was het totale inwonertal circa 3000. Een behoorlijk deel van de dwangarbeiders woonde in izba's, niet in de gevangenis. Dit betrof vooral degenen die in een eigen bedrijfje een vak uitoefenden; ook zij die vrouw en kinderen meenamen woonden vaak zelfstandig.
Bijna geen enkel bedrijfje behoorde aan een oudgediende. Van hen die voor 1882 aankwamen waren er in 1890 nog 6; uit 1883 nog 4; uit 1884 nog 13; uit 1885 nog 68 en uit 1886 en later 207.
Slechts 19 daarvan waren boeren, die blijven tot ze boerenrechten krijgen en gaan dan naar het vasteland. Aleksandrovsk leek relatief welvarend, Tsjechov denkt dat een aantal bewoners vrij veel geld uit Rusland meebrachten, en dat ze verdienden aan clandestien stoken en prostitutie.

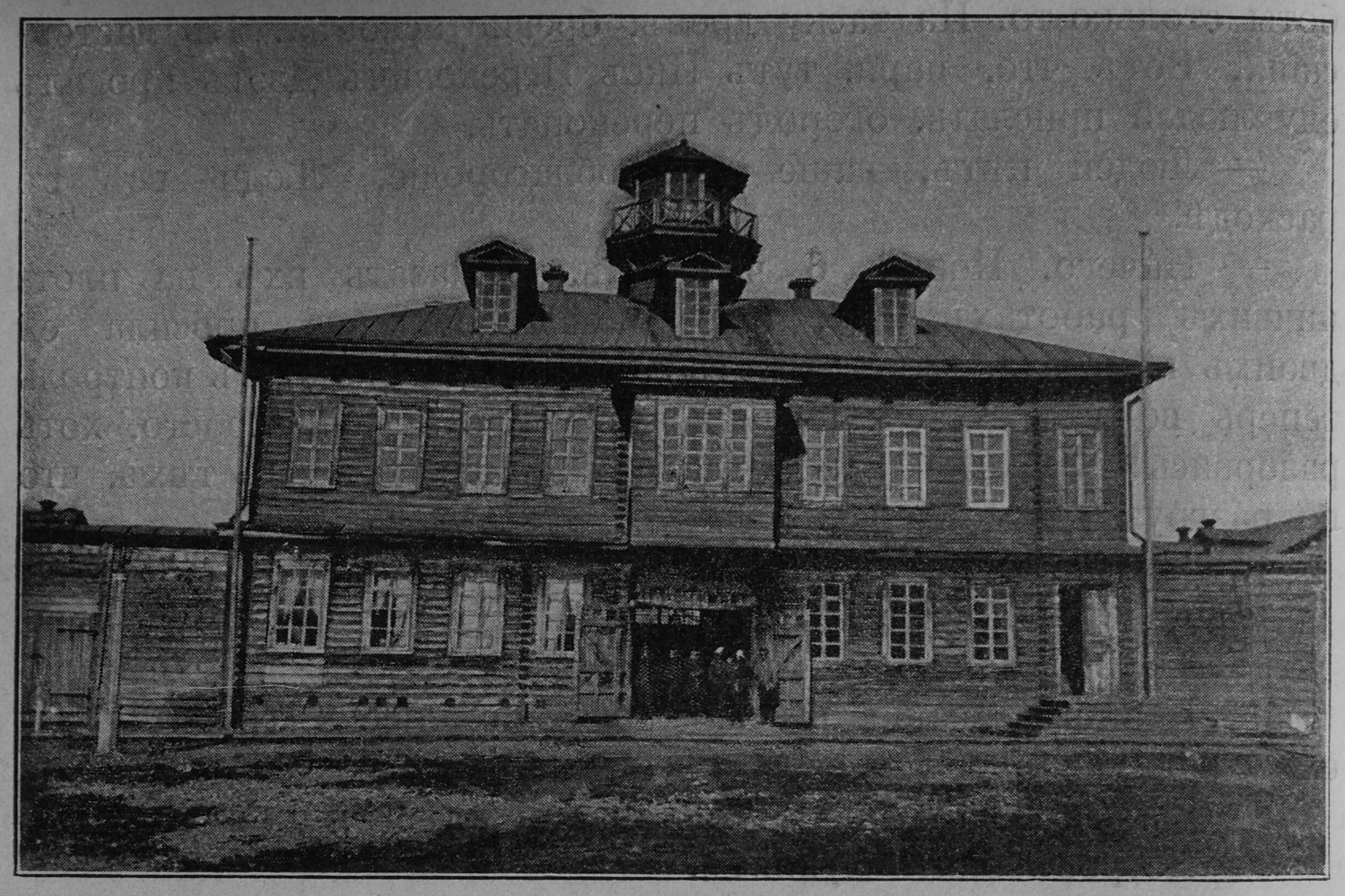
Gevangenis van Aleksandrovsk

De gevangenis van Aleksandrovsk bestond uit een binnenplaats met 6 barakken eromheen. De plaats was aangeveegd en schoon. De poort stond open, wel is er een wachtpost. De deuren van de gebouwen stonden open. De barakken hadden een middengang met links en rechts gemeenschappelijke cellen. Midden door de cel één lange brits waarop de dwangarbeiders in twee rijen sliepen met het hoofd naar elkaar toe. De plaatsen waren niet genummerd of van elkaar gescheiden wat het aantal slapers flexibel maakte. Beddengoed was er niet; ze sliepen op de harde planken of op oude haveloze zakken of hun kleren. Op de britsen liggen persoonlijke spullen als petten, schoenen, brood, lege melkflessen; onder de britsen koffers, vuile zakken, bundeltjes, gereedschap, vodden. Achter in de gang een kleine cel met enkele politieke gevangenen. Dezen mochten ook buiten de gevangenis wonen maar wilden niet anders zijn dan de andere dwangarbeiders en maakten daar geen gebruik van. Alle cellen tonen dezelfde armoede. Een mogelijkheid tot afzondering, gemak en een rustige slaap was er niet.
De arrestanten genoten een betrekkelijke vrijheid, ze konden overdag zonder bewaking de gevangenis uit waarheen ze wilden. Voor de meesten was dat naar het werk. Er was een apart gebouw voor degenen die ergensvoor zijn gearresteerd of zijn teruggevoerd na een ontsnapping, het ketenhuis.  De deur hiervan is afgesloten, er is een cipier en de arrestanten waren geboeid, mager en vuil. Het toilet een emmer in de hoek. Onbekend is hoelang men daar moest verblijven. Voor de gewone barakken was er een toiletgebouwtje op de binnenplaats met langs de wanden planken waarop men kon zitten; staan was niet mogelijk zodat het er niet heel smerig werd, de stank werd wat verdoezeld met carbol of teer. Het was ook 's nachts open zodat in de gewone cellen geen emmers nodig waren.
Slechts in de zomer was de ventilatie in orde, dan zijn er overdag ook het minst aanwezig door het werk in de wegenbouw of op het land. Als in de herfst nieuwe gevangenen waren aangevoerd en nog niet verdeeld over andere gevangenissen werd het binnen zeer onfris. Eveneens in de winter als ramen en deuren meest dicht zijn. De geuren van doorweekte kleding, smerige schoenen, ondergoed en voetlappen lange tijd niet gewassen, lichaamsgeuren, gedode bedwantsen en etensresten vormden het leefklimaat.

Bij gemeenschappelijke cellen is het onmogelijk de gevangenis schoon te houden, het is zinloos als iemand probeert voor zich een schone plek te creëren. De misdadiger heeft geen mogelijkheid zich af te zonderen voor overdenking en zelfreflectie "wat noodzakelijk wordt geacht door aanhangers van correctionele doelstellingen. Geleidelijk verliezen zij het gevoel voor huiselijkheid wat ze na ontslag uit de gevangenis als ze zelfstandig lid van de kolonie worden nodig hebben. Dan moeten ze hun best doen in een bedrijf, en een goed huisvader kunnen zijn".

##### Werkzaamheden
In de zomer van 1890 stonden meer dan 2000 dwangarbeiders in de gevangenis ingeschreven, ongeveer 900 woonden er ook en werden door de gevangeniskeuken gevoed. De dwangarbeid bestond vooral uit bouwwerkzaamheden en werk op het land. Timmerwerk was het zwaarst, ze moesten zelf elke benodigde balk uit het bos slepen. In de zomer van 1890 werden bomen op ruim 8 km van Aleksandrovsk gekapt. De natuurlijke omstandigheden en slechte organisatie zijn factoren die het werk extra moeilijk maakten. Voor het laden en lossen van zeeschepen bijvoorbeeld bestond geen aparte ploeg mensen. Telkens begonnen er weer nieuwe mensen aan wat bij ruw weer tot wanorde leidde. (De zeeschepen liggen niet aan de kade wegens ondiepten, er moet op het water worden overgeladen in aken).
In 1890 maakten alle ambtenaren, ook zij die niets met het gevangeniswezen te maken hadden, op grote schaal gebruik van dwangarbeiders als huispersoneel, die ze niet betaalden en die op staatskosten werden gevoed. Formeel was dat al vanaf 1872 verboden. Wel hadden de betreffende gevangenen mogelijk relatief licht werk.
Er was een ijzergieterij waar producten werden gemaakt die goedkoper ingevoerd konden worden, ook een houtzagerij en een smederij maar er werkten bijna geen dwangarbeiders die werden opgeleid tot vaklieden.

### Dorpen nabij Aleksandrovsk
Vanuit de bestuurspost trachtte men de nabije omgeving te koloniseren door het beschikbaar stellen van percelen aan gestraften die de kolonistenstatus bereikten. Diverse van de op deze wijze gestichte dorpjes leidden een zeer moeizaam bestaan. De nederzetting Korsakovka was een gunstige uitzondering. Het telde in 1890 272 inwoners: 153 mannen en 119 vrouwen. In totaal waren er 58 eigenaren. Daarvan hadden 26 de boerenstatus, 23 waren kolonist en 9 nog dwangarbeider. Het was er relatief welvarend, 8 eigenaren bezaten 2 huizen en op elke 9 huizen was er 1 badgelegenheid. Een goed teken was dat 43 eigenaren er al vanaf het begin van de nederzetting woonden.
Alle eigenaren in Korsakovka verbouwden graan, de meesten hielden koeien en paarden. Uit deze en andere zichtbare leefomstandigheden en het feit dat de boeren hier geen haast hadden om naar het vasteland te gaan kon men afleiden dat de oogst hier genoeg opleverde om de kolonist een vaste woonplaats te bieden. Dat het in Korsakovka wel lukte en in omliggende dorpen de bewoners armoe leden en zich niet konden voeden met hun eigen graan komt door de ligging. Het dal van de Doejka is hier het breedst en de bewoners die zich vestigden kregen een grote lap grond ter beschikking. 20 eigenaren gebruikten 3 tot 6,5 en zelden minder dan 2 hectare als akker. De graanoogst op Sachalin beliep gemiddeld een schrale twee- tot driemaal zoveel als het zaaigoed. Voor voldoende opbrengst moesten de percelen groot genoeg zijn en arbeid goedkoop of gratis. In jaren dat er geen graan opkwam boden in Korsakovka de ongeveer 36 hectare aardappelen en groente uitkomst. Tsjechov durfde de schatting aan dat bij de slechte oogsten op Sachalin elke eigenaar minimaal 2,2 hectare akkerland moet hebben wil hij genoeg te eten hebben, afgezien van hooiland en grond voor groente en aardappelen. Volgens het "Verslag over de landbouwsituatie in 1889" bezit elke eigenaar gemiddeld maar 3/4 hectare. In Korsakovka stond een school en een kapel.
Verder stroomopwaarts langs de Doejka ligt Novo-Michailovsk, gesticht in 1872. Er woonden 287 mannen en 233 vrouwen; 133 met een stukje grond en 84 hadden ook groot vee. De izba's zien er armoedig uit en de inwoners zeggen dat je het op Sachalin "op geen enkele manier uithoudt". De weinige inwoners met grotere stukken bouwland, tot 6,5 hectare leden geen armoede; meer dan de helft van de kolonisten heeft slechts 0,15 tot 1,6 hectare. Van degenen die zich in de eerste vier jaar na de stichting hebben gevestigd is niemand overgebleven. Uit de jaren 1876 tot 1879 waren er nog 22, de overige bijna 500 zijn dus relatieve nieuwkomers.

Sinds 1888 is verderop langs de Doejka nog een nederzetting in aanbouw. Hier bevonden zich na twee jaar 90 bewoners, de 51 izba's die gebouwd mogen worden waren in 1890 nog deels in aanbouw. De start is overduidelijk moeilijk. Er waren 3 boeren met paarden en 9 met koeien. Alle bewoners kregen nog een gevangenisrantsoen, waarvan ze daarna moeten leven is niet duidelijk. Het is slechts op 27 hectare gelukt de boomstronken weg te halen en het geschikt te maken om te ploegen en aardappels te poten; ruim 0,5 hectare per bedrijf. Hooiland is er niet, op de nabije hellingen wil niets groeien. De verwachting was dat het bestuur de komende jaren doorgaat met tientallen mensen hier te vestigen zodat er geen kansen zijn op grotere percelen. De locatie was kennelijk uitgekozen door bestuurders die nooit op het platteland waren geweest en niet over een landbouwkolonie hadden nagedacht.
Ten noorden van Aleksandrovsk ligt Arkovo in het dal van de Arkaj; gevestigd in 1883 en met 270 bewoners. Alle ruim 60 bedrijven hadden landbouwgrond, variërend van 0,6 tot 2,2 hectare. Er werden granen gezaaid en aardappels gepoot, de meesten hadden vee en pluimvee. Volgens Tsjechov is het een zeer arme nederzetting. Door de slechte bodemgesteldheid zijn de oogsten zeer schaars. Hooiland is er niet, het wordt gemaaid op kleine lapjes grond in de taiga of waar toevallig gras groeit. In de winter bestaat de voeding uit koolraap en (weinig) brood, er wordt hoger geleden, Tsjechov meldde een hongerdode en beschreef de grote armoede ter plaatse. Zaaigoed dat de autoriteiten op krediet verstrekken wordt voor de helft opgegeten. Het vee is op krediet van de staat gekocht; met elke nieuwe zaaitijd en elk gekocht kalf nemen de schulden toe tot onbetaalbare bedragen.

Aan de westkust ten noorden van de Arkaj liggen enkele gehuchten. Tsjechov heeft ze niet bezocht maar ontleende gegevens aan het kadaster en het biechtregister. 

Mgatsji, 38 inwoners en 13 hectare landbouwgrond dat alleen voor aardappels werd gebruikt. Er wordt redelijk verdiend, de boeren maken geen haast terug te gaan naar Rusland. Sommigen houden een kennel voor sledehonden, één leeft van de jacht.
Tangi, 19 inwoners met 3,5 hectare akkers, alleen aardappels omdat er zo vaak mist van zee hangt dat graan niet wil groeien. 
Choè, ruim 70 bewoners, hier trachtte men nog tarwe en gerst te zaaien, ook vissers en jagers. De verhouding mannen/vrouwen is hier gunstiger, bijna net zoveel vrouwen. Deze inwoners hadden het beter dan die van Arkovo of Aleksandrovsk. Ze hoeven hun opbrengsten slechts onder weinigen te verdelen, in de winter handelen ze zonder tussen personen met Jakoeten en Nivchen (Giljaken) die over een ijsweg naar Sachalin komen.

#### Doeè
Aan de kust ten zuiden van Aleksandrovsk ligt Doeè, er werd steenkool gewonnen en er stond een gevangenis voor zware misdadigers, sommigen zijn permanent vastgeketend aan een kruiwagen. Volgens het kadaster is er in Doeè maar 0,2 hectare landbouwgrond en geen hooiland. Als de mannen met hun dwangarbeid bezig zijn brengen de 80 volwassen vrouwen hun tijd in volslagen ledigheid door. Wegens plaatsgebrek in de izba's woonden ze in oude, zeer vuile en lelijke gezinsbarakken. Hier leefden ze in cellen met britsen en toiletemmers zoals in de gevangenis. Er bleken barbaarse toestanden te bestaan, waar vrouwen en kinderen die vrijwillig hun mannen en vaders naar het strafkamp waren gevolgd, moesten leven.

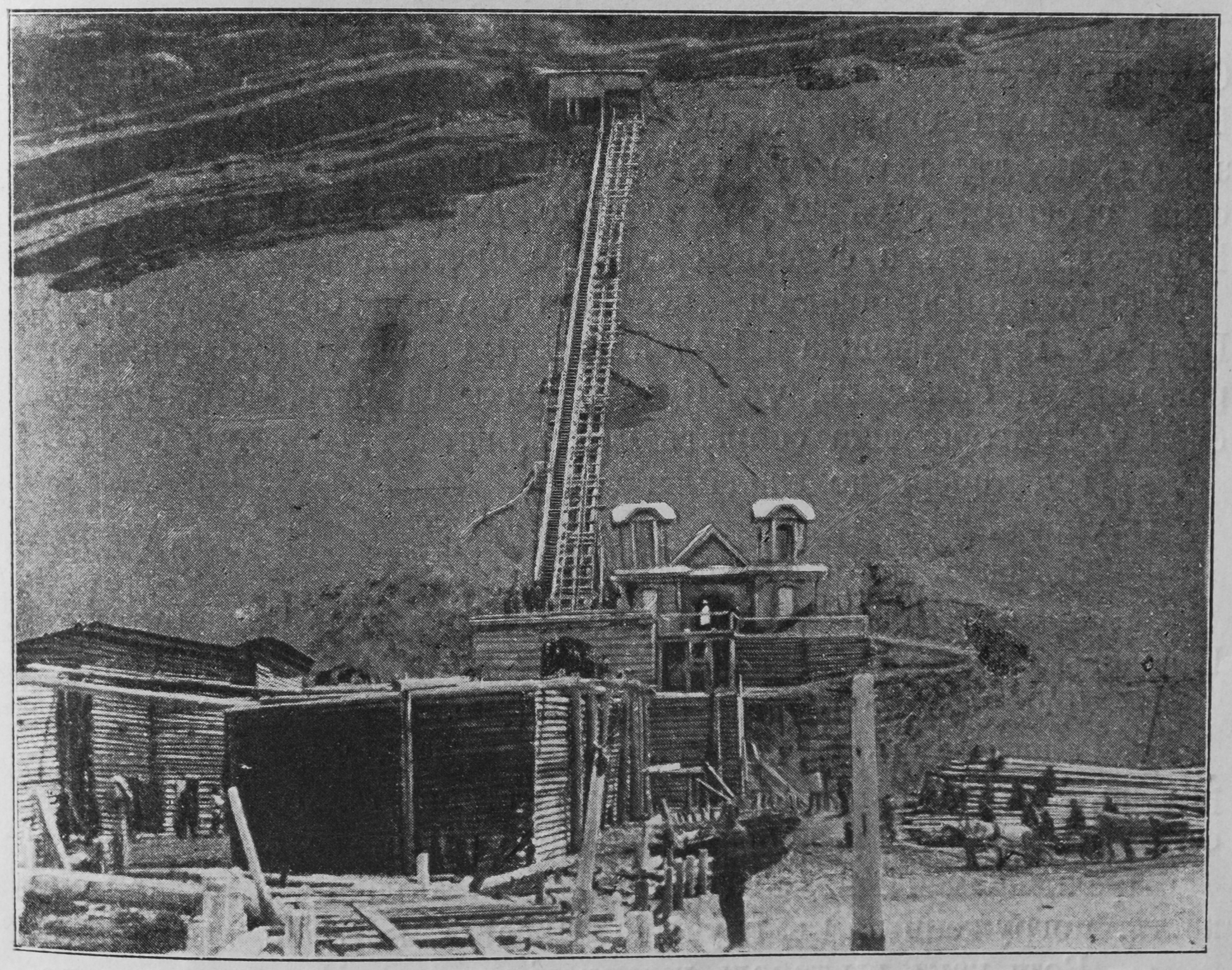
De oude mijn van Doeè

De gevangenis van Doeè is kleiner, ouder en veel vuiler dan die van Aleksandrovsk. De steenkoolmijnen van Doeè werden uitgebaat door een particuliere onderneming waarvan de eigenaren in Sint-Petersburg wonen. Veel benodigdheden ontving de onderneming gratis van de overheid, dagelijks staan minstens vierhonderd dwangarbeiders ter beschikking. Hiertoe moesten deels als reserve meer dan 700 dwangarbeiders met hun gezinnen in de eerder beschreven onderkomens leven. Een verplichting voor de onderneming was om tweemaal per jaar de pachtsom voor de mijn en betaling voor de geleverde dwangarbeid te betalen. De betalingen bleven al geruime tijd achterwege wat de overheid op zijn beloop liet. Op 1 januari 1890 bedroeg de schuld van de onderneming aan de staat 194.000 roebel; 1/10 deel hiervan komt de dwangarbeiders toe. Wanneer en door wie ze ooit betaald zouden worden was niet duidelijk. In 1889-1890 won iedere dwangarbeider per dag gemiddeld 175 kg steenkool; de totale hoeveelheid schommelde tussen 25.000 en 50.000 kg per dag. In de oude mijn van Doeè werkten ook kolonisten in loondienst. Zij werkten en woonden ook onder slechte omstandigheden, toch lag hun productiviteit 1,5 tot 2x zo hoog want ze werden betaald. Bij het mijnkantoor stond de barak voor kolonisten, een oude provisorisch ingerichte schuur. Tsjechov was er 's morgens vroeg net na het opstaan. Stank, duisternis en gedrang. Ze sliepen kennelijk met hun kleren aan, dicht opeen op de lange smalle britsen.

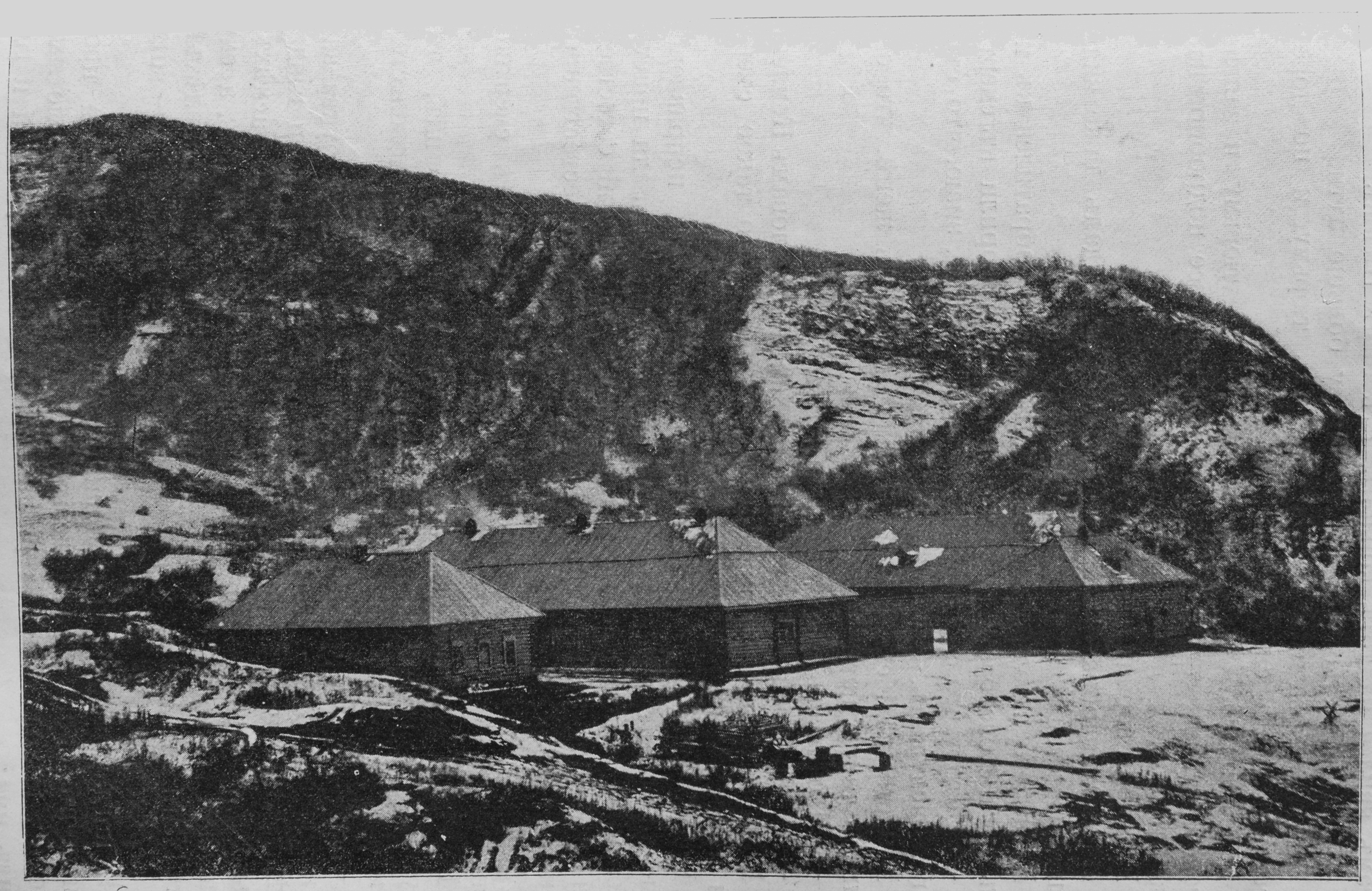
Gevangenis Vojevodsk

De gevangenis van Vojevodsk nabij Doeè werd door Tsjechov beschreven als de afschuwelijkste van Sachalin. Een achttal zwaarst gestraften is bovendien permanent aan een kruiwagen geketend. Zij horen bij de niet-werkenden. Ze droegen voet- en handboeien, vanaf de handboeien zat een 2,5 meter lange ketting aan de kruiwagen vast. Omdat dit alle bewegingen hinderde zaten ze veel stil. In de nacht stond de kruiwagen naast of onder de brits.

### Tymovsk
Het district Tymovsk ligt in een vallei op het midden van het eiland, met een zevental dorpen langs de rivier de Tym. De izba's in Verchni Armoedan waren met riet of schors bedekt, sommige hadden geen ramen of deze waren dichtgetimmerd. Voor alle 75 eigenaren en 28 compagnons was 66 hectare bewerkte grond beschikbaar, er was bijna 3000 kg graan ingezaaid, krap 32 kg per persoon. De bewoners mochten nauwelijks op graanbouw rekenen, hoeveel ze ook zaaiden. De nederzetting ligt vrij hoog en wordt niet beschermd tegen de noordenwinden. Voor visvangst gingen ze naar de Tym, ruim 20 km verderop. De eigenaren en hun huisgenoten bleken tijdens het bezoek van Tsjechov allemaal thuis en deden bijna niets hoewel het augustus was. Verveelden zich, alsof ze het opgegeven hadden hun lot te verbeteren. In het aan de Tym gelegen Derbinskoje evenzeer armoede. Hier woonden 442 mannen en 297 vrouwen; inclusief de gevangenen waren er ongeveer 1000 bewoners.

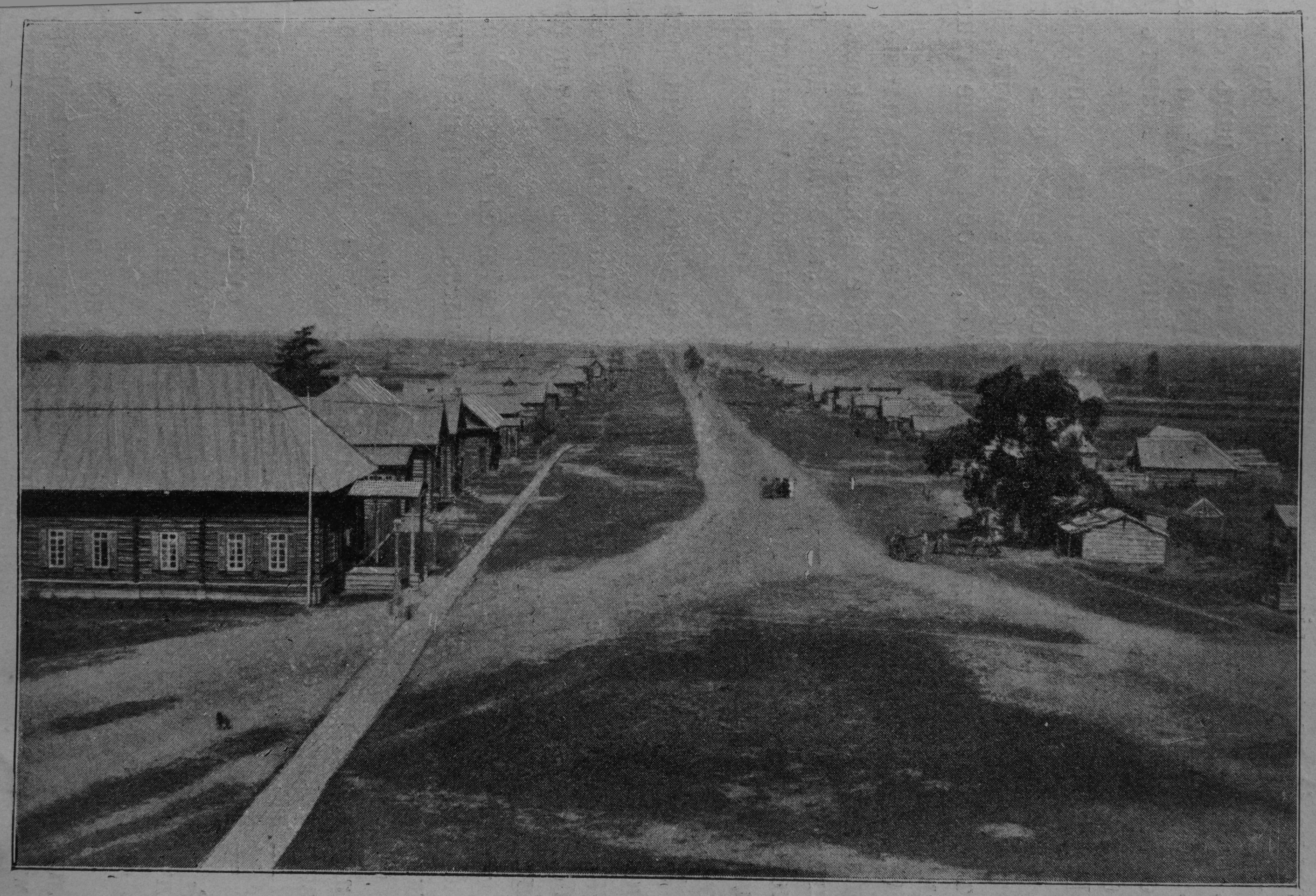
Straat in Rykovskoje

Rykovskoje was het bestuurscentrum van het district, het ligt in een vlakte die tot ruim 6 km breed is. Er waren akkers, hooiland en weilanden. Tussen Derbinskoje en Rykovskoje loopt over 15 km een goede rechte weg. Rykovskoje is in 1878 gesticht en had in 1890 831 mannelijke en 537 vrouwelijke inwoners; met de gevangenen en het commando erbij ruim 2000. Het aantal wettige huwelijken was 195, daarbij 155 vrije vrouwen, die met hun veroordeelde man waren meegekomen. Daarnaast nog 91 samenwonende stellen. Er waren 335 eigenaren en 189 compagnons. Laatstgenoemden waren eigenlijk kolonisten voor wie geen stukje grond meer beschikbaar was. Het bestuur voegde hen toe aan een andere kolonist of boer zonder rekening te houden met de omstandigheden; 200 eigenaren zou voor de beschikbare hoeveelheid land rond dit dorp genoeg zijn. De gevangenis van Rykovskoje bleek de minst slechte van Noord-Sachalin. Het was er vrij schoon, de gevangenen kregen genoeg voedsel.

### Zuid-Sachalin

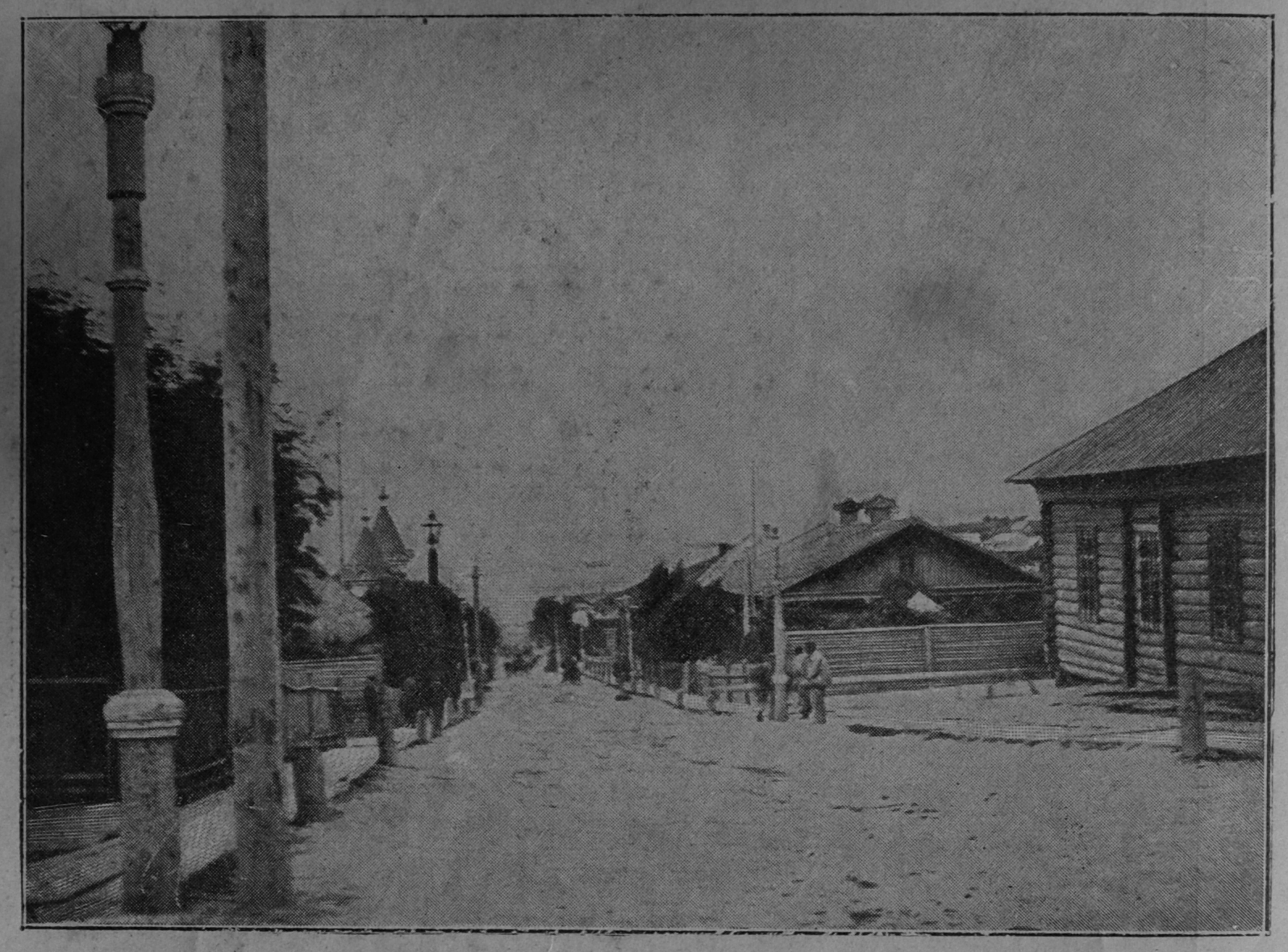
Straatbeeld Korsakov eind 19e eeuw

Korsakov oogde volgens Tsjechov, die er in september 1890 was, prettiger dan Aleksandrovsk. Er stonden ook een aantal oudere gebouwen en huizen van 20-30 jaar oud, er woonden ook meer oudgedienden dan in het noorden. Korsakovsk telde 163 inwoners, 93 mannen en 70 vrouwen. Inclusief de soldaten, hun vrouwen en de gevangenen waren er ruim 1000 bewoners. Het plaatselijk bestuur probeerde hier de dwangarbeiders van de kolonisten gescheiden te houden. In Korsakov stonden alle werkplaatsen binnen de gevangenismuren; slechts bij hoge uitzondering werd toestemming gegeven buiten de gevangenis te wonen. De barakken waren oud, de cellen benauwd, de privaten slechter dan in het noorden. Rond september 1890 overnachtten er 450 man in de gevangenis; alle anderen werkten buiten vooral in de wegenbouw. In totaal waren er in dit district 1205 dwangarbeiders.
Ten westen van Korsakov bevond zich een kleine nederzetting met 26 erven. Er woonden 29 mannen en 17 vrouwen. Ze hadden veel vee, waren relatief welgesteld. Dit was te danken aan het klimaat en het kleine aantal mensen in dit gebied. De nederzettingen in het zuiden toonden minder armoedig dan in het noorden. Niet-afgebouwde, in de steek gelaten izba's of dichtgespijkerde vensters waren er niet; de daken zijn niet van stro en boomschors maar van planken.
De inwoners waren jonger en gezonder dan in het noorden. De meeste ballingen in het zuiden waren kortgestraften. Als ze hun dwangarbeid achter de rug hebben en daarna hun stukje grond bebouwen zijn ze minder verouderd door de dwangarbeid. Veel ballingen met boerenrechten waren tussen de 30 en 40 jaar oud. De boeren hadden hier geen haast om naar het vasteland te gaan. De woorden compagnon of partner komen hier niet voor in het spraakgebruik want ieder stuk grond behoort aan één man. Het aantal vrouwen is nog kleiner dan in het noorden en ze zijn vaker ziekelijk en oud. Dit had te maken met het feit dat ze in Aleksandrovsk arriveerden waar men waarschijnlijk de jonge en gezonde vrouwen zelf hield. In veel dorpjes was er 1 vrouw op 3 tot 5 mannen.

### Besluit
Voor zijn vertrek naar Sachalin schreef Tsjechov aan zijn vriend en uitgever Soevorin: "In onze tijd wordt er althans iets voor zieken gedaan, maar voor gevangenen niets; het gevangeniswezen interesseert onze juristen in het geheel niet." Na zijn reis is er volgens T. Sjepkina-Koepernik, een vriendin van hem, aandacht voor het eiland gekomen. Er zijn tehuizen en scholen gebouwd en de straf met zweepslagen is afgeschaft.

## Afbeeldingen

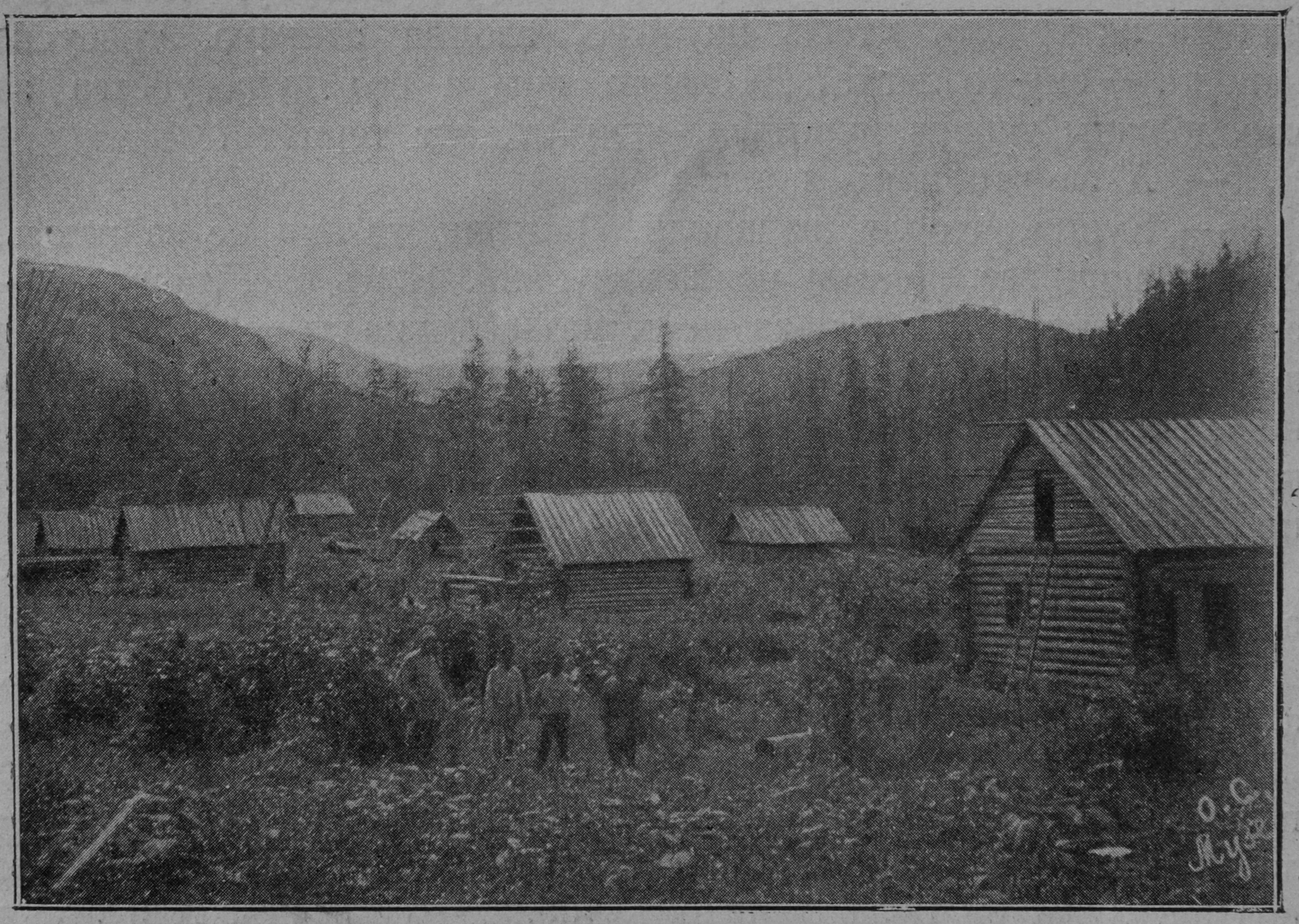
Bouw van een nederzetting
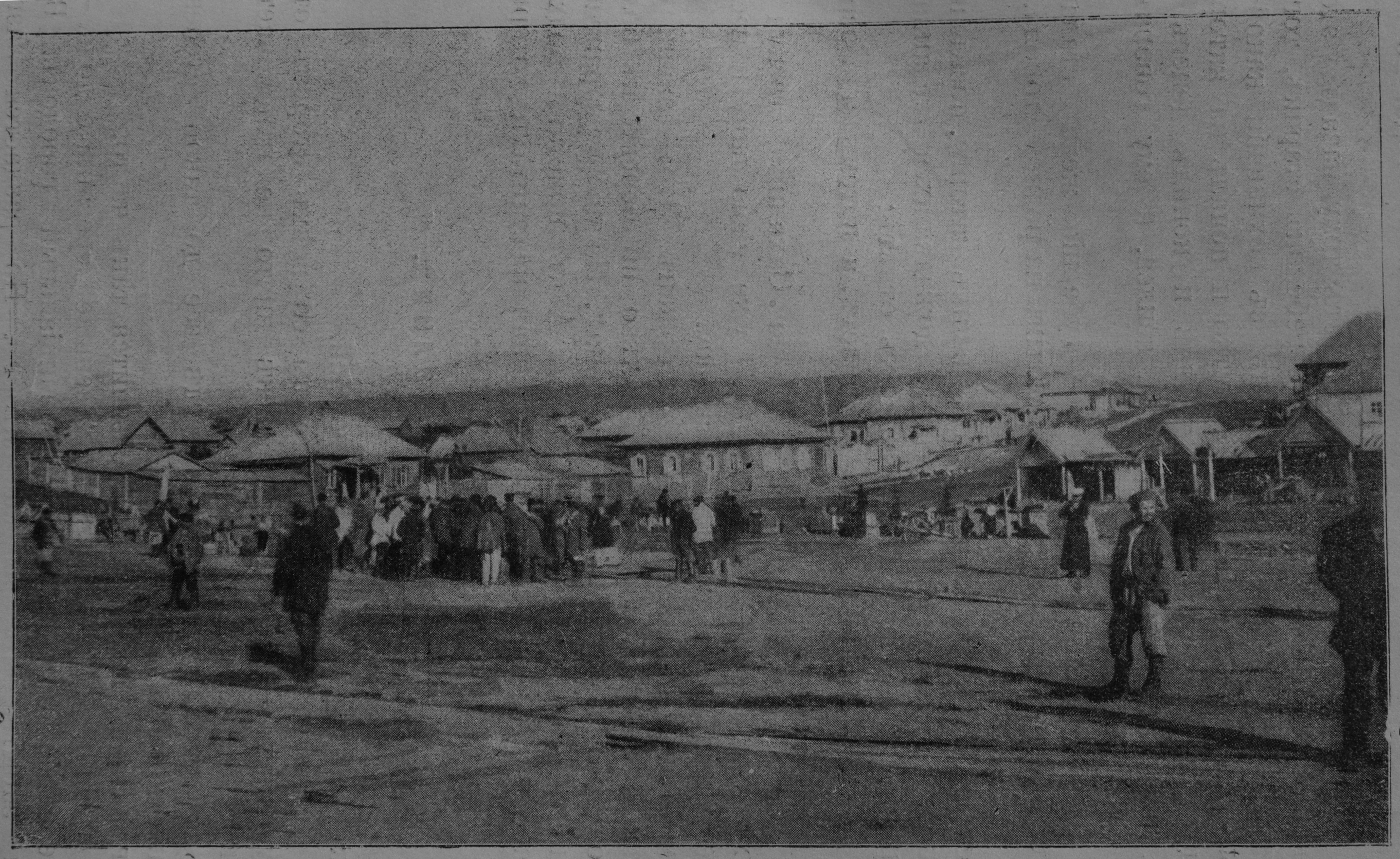
Straat in Aleksandrovsk
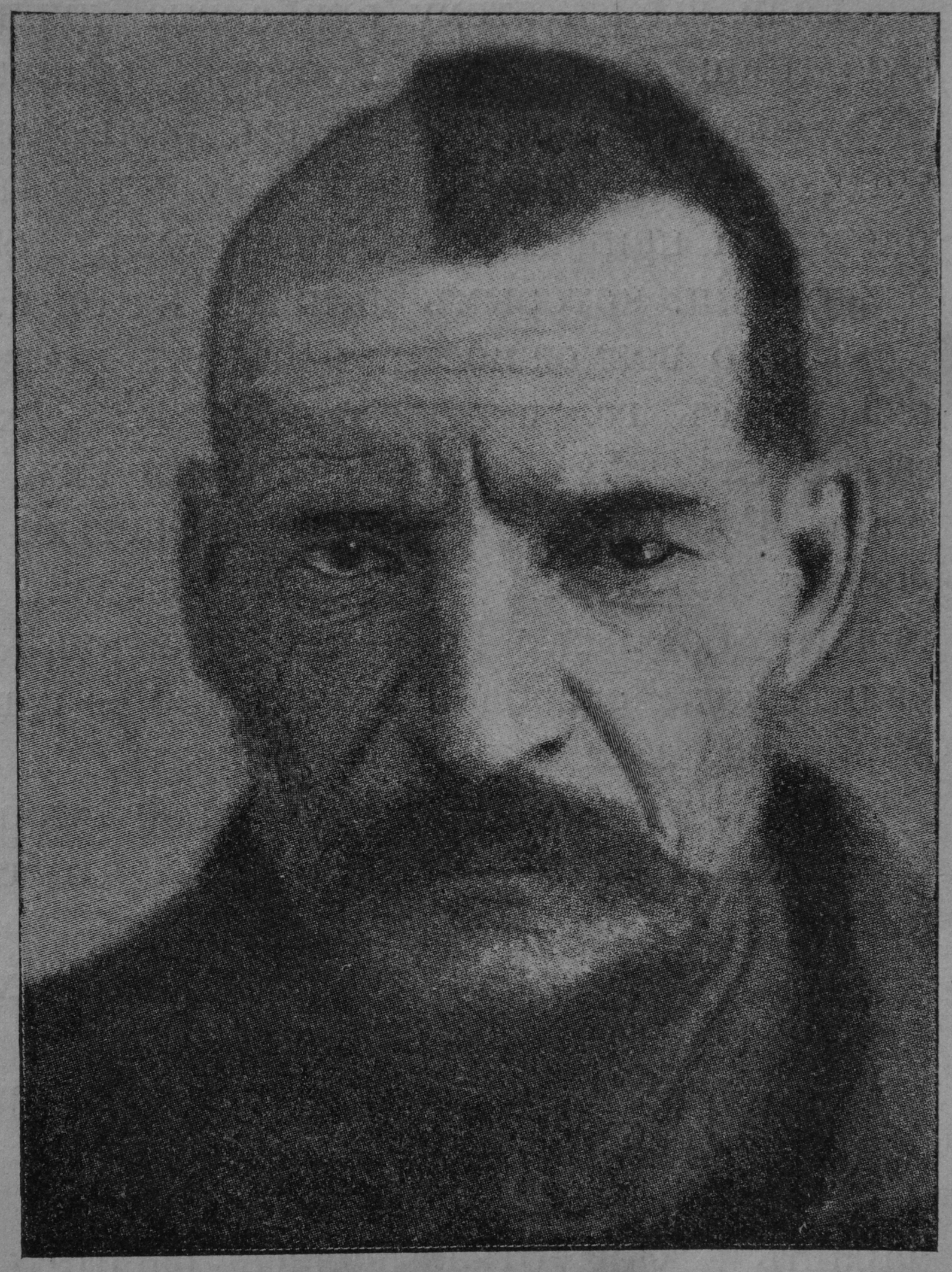
Een ontsnapte werd na terugkomst halfkaal geschoren
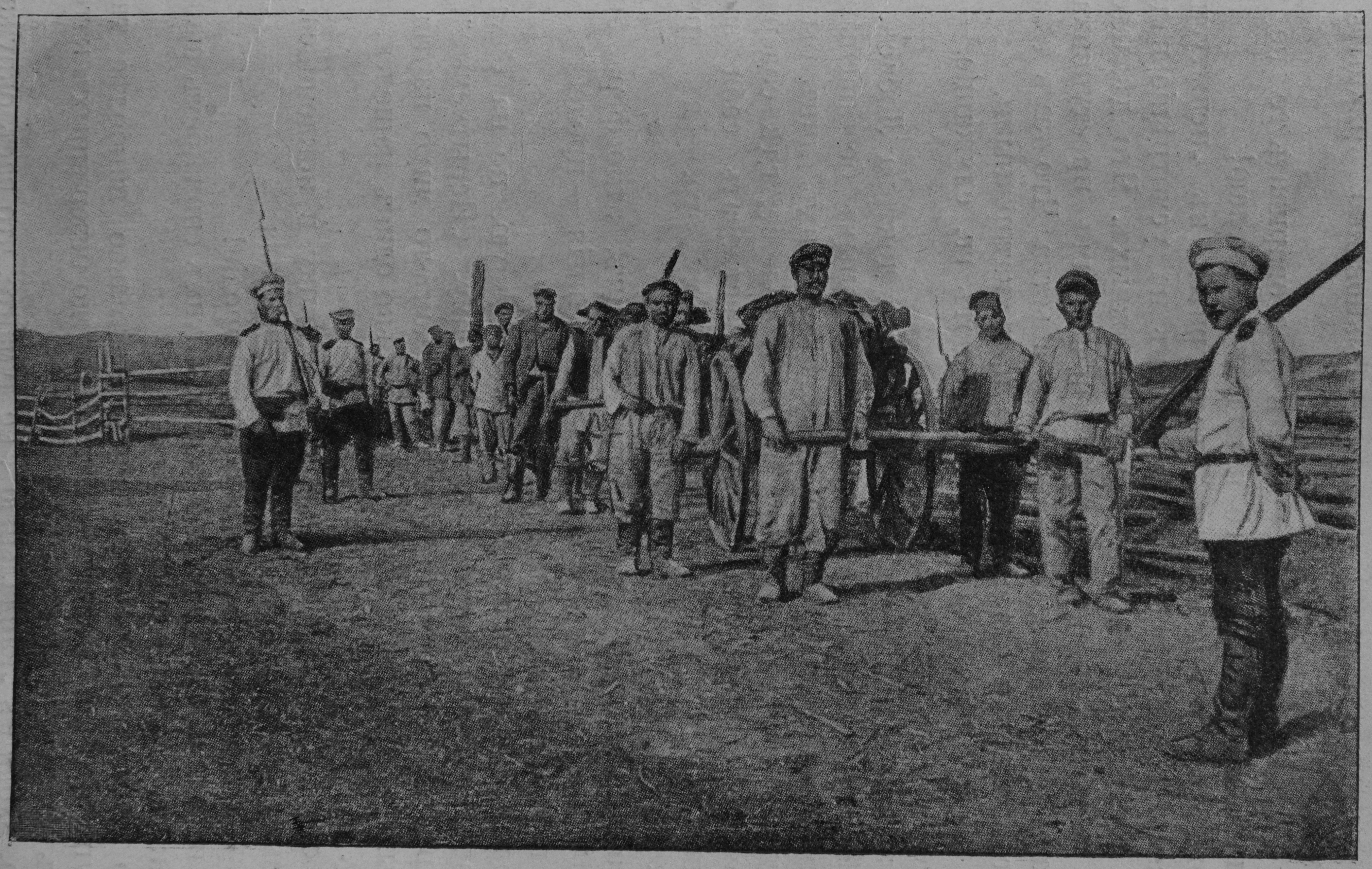
Groep dwangarbeiders aan het werk
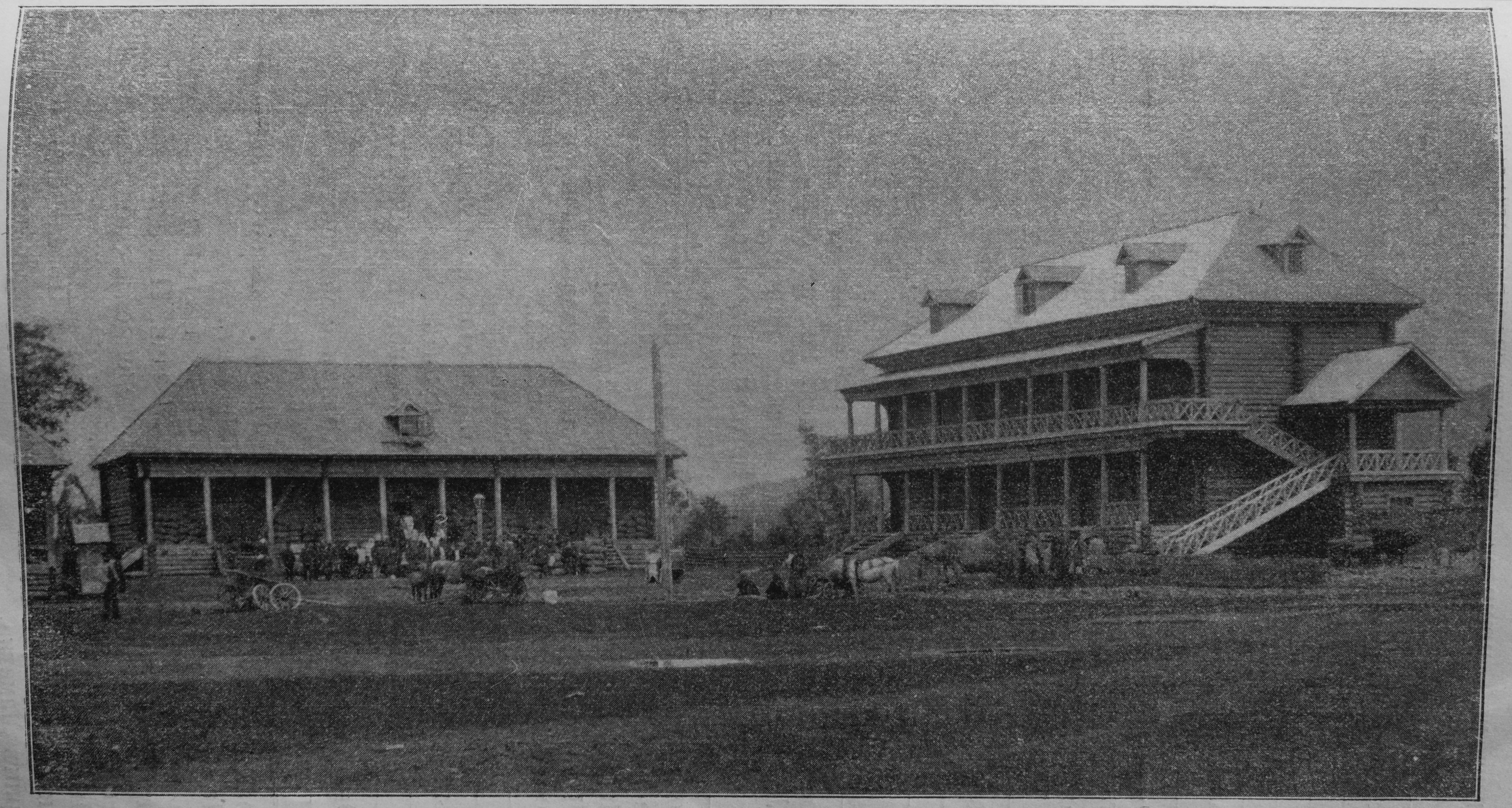
Gevangenis Rykovskoje
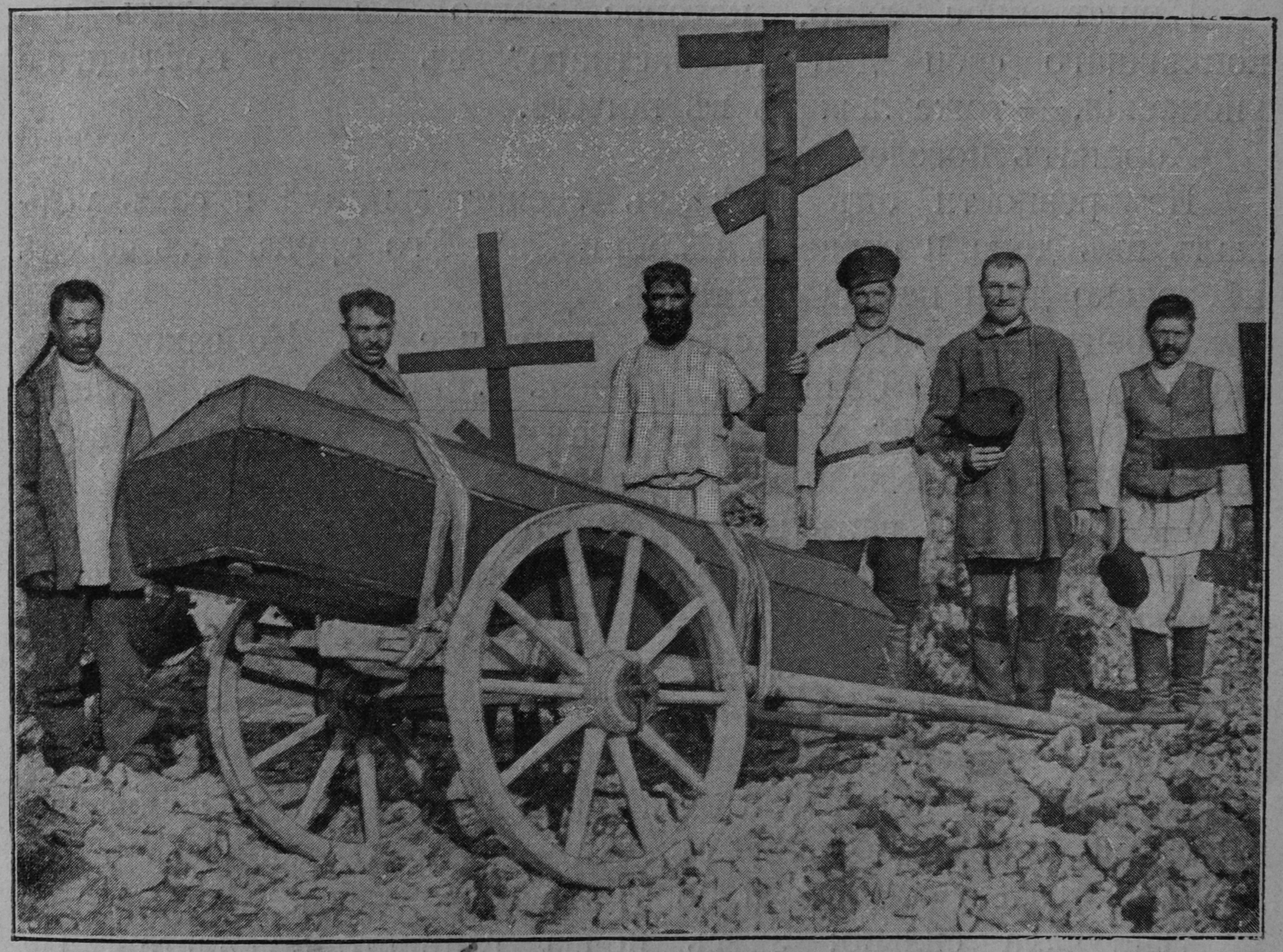
Begrafenis, voor velen was Sachalin het eindstation
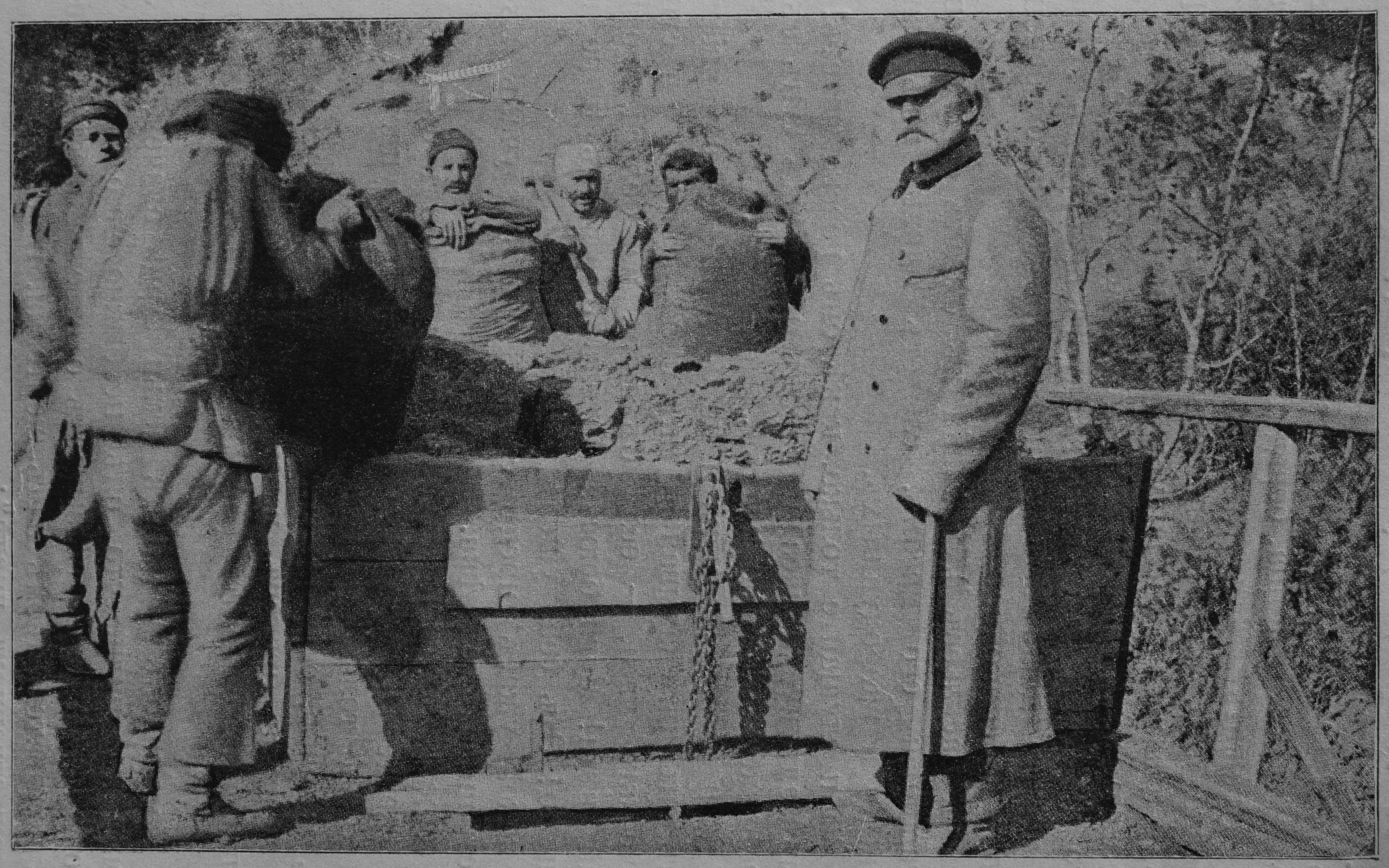
Dwangarbeiders bij gedolven steenkool